# Đồ gốm

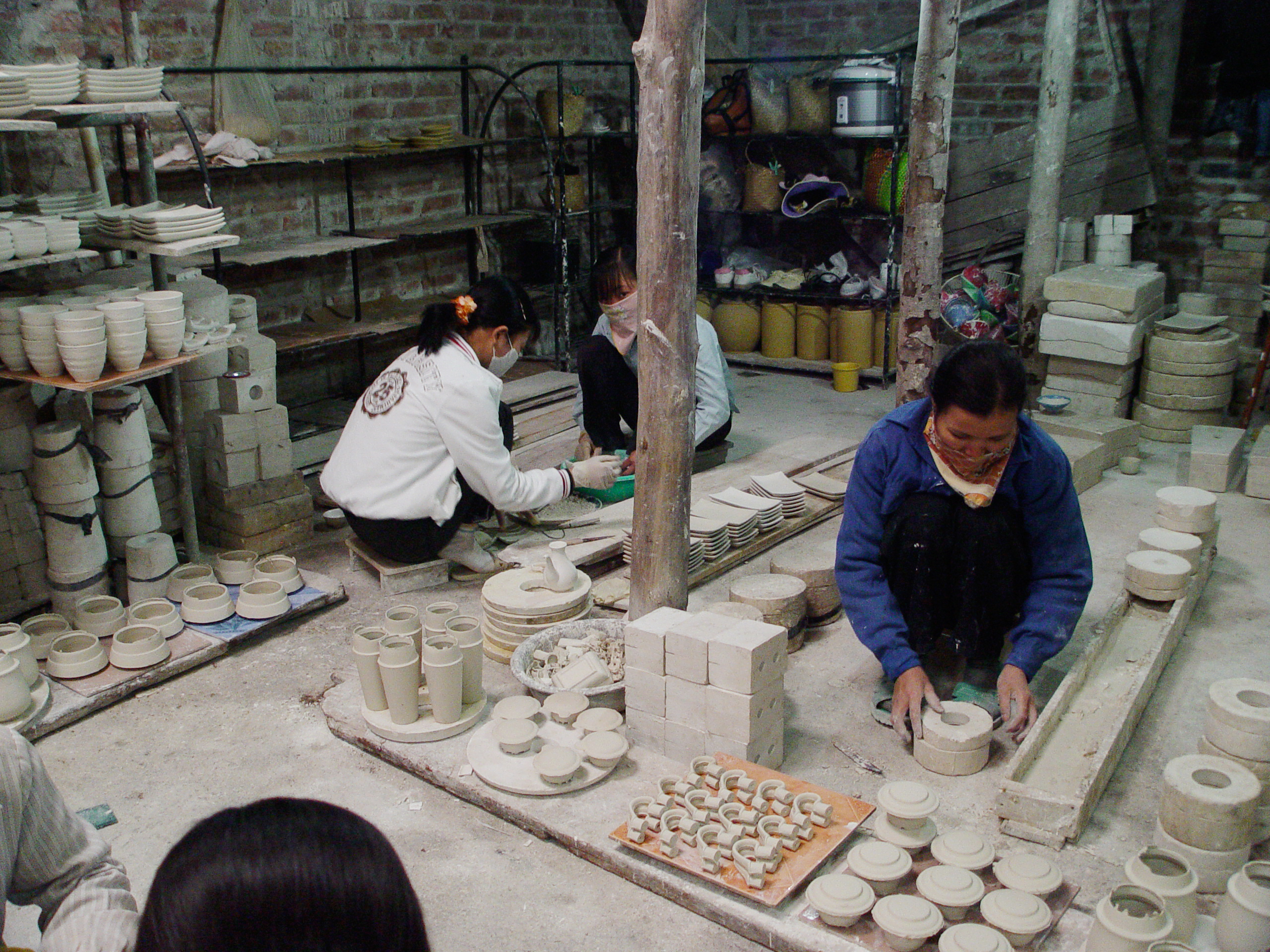
Gốm Bát Tràng

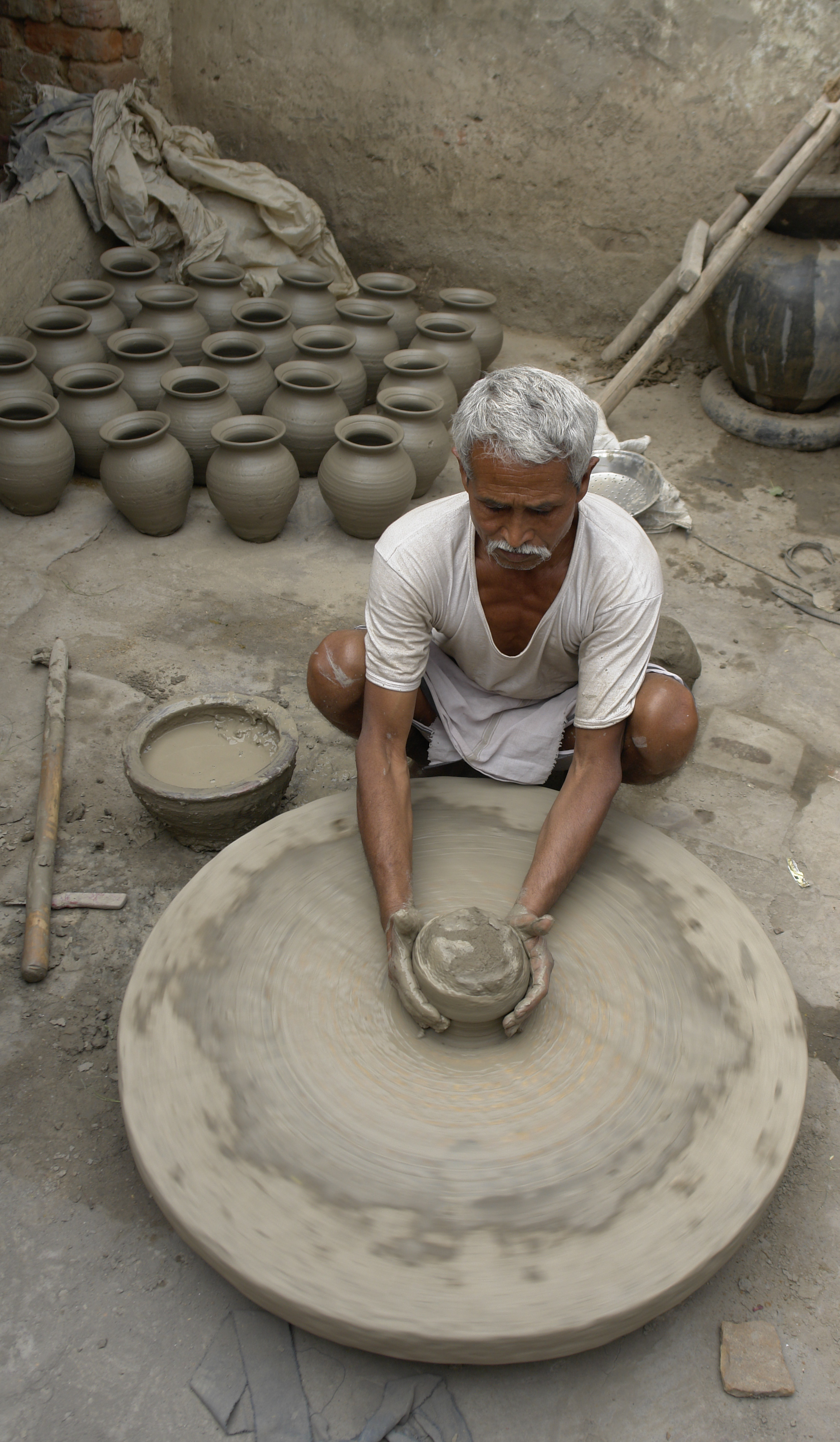
Một thợ gốm tại nơi làm việc ở Morena, Ấn Độ

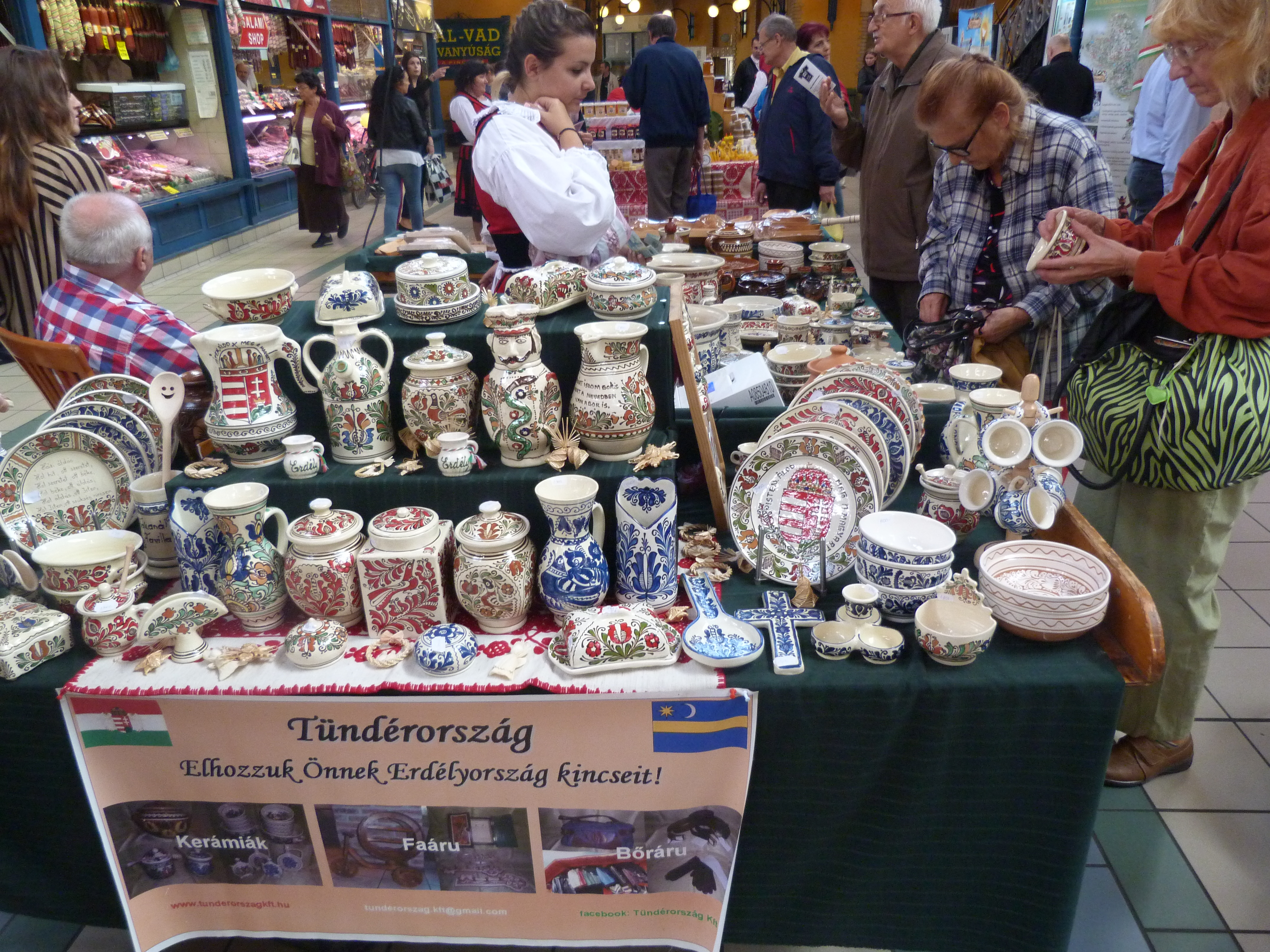
Đồ gốm từ Székely Land, Romania, được bán ở Budapest.

Đồ gốm là các sản phẩm chứa đựng được tạo hình và các đồ vật khác bằng đất sét và các vật liệu gốm khác, được nung ở nhiệt độ cao để tạo cho chúng một hình dạng cứng và bền. Các loại chính bao gồm đồ đất nung, đồ sành và đồ sứ. Nghề gốm là nghề hay quy trình sản xuất các sản phẩm như vậy. Nơi mà các đồ gốm như vậy được làm bởi một thợ gốm được gọi là xưởng gốm. Định nghĩa về đồ gốm được Hiệp hội Thử nghiệm và Vật liệu Hoa Kỳ (ASTM) sử dụng là "tất cả các loại gốm nung có chứa đất sét khi hình thành, ngoại trừ các sản phẩm kỹ thuật, kết cấu và vật liệu chịu lửa". Trong khảo cổ học, đặc biệt là thời kỳ cổ đại và tiền sử, "đồ gốm" thường chỉ có nghĩa là các loại chai, lọ, hũ, bình, chum, chóe, vại, còn các loại hình vật hay người làm từ cùng một vật liệu được gọi là "terracotta". Đất sét như là một phần của vật liệu được sử dụng được yêu cầu bởi một số định nghĩa về gốm, nhưng điều này là không rõ ràng.
Đồ gốm là một trong những phát minh lâu đời nhất của con người, có nguồn gốc từ thời kỳ đồ đá mới, với các đồ vật bằng gốm như bức tượng Vệ nữ Dolní Věstonice thuộc văn hóa Gravette được phát hiện ở Cộng hòa Séc có niên đại từ 29000-25000 TCN, và các bình gốm được phát hiện tại Giang Tây, Trung Quốc, có niên đại tới 18000 TCN. Các cổ vật gốm thời đồ đá mới và tiền đồ đá mới đã được tìm thấy, ở Jōmon Nhật Bản (10500 TCN), Viễn Đông Nga (14000 TCN), châu Phi hạ Sahara (9400 TCN), Nam Mỹ (9000-7000 TCN), và Trung Đông (7000 - 6000 TCN).
Đồ gốm được chế tạo bằng cách tạo hình cho xương gốm (thường là đất sét) thành các đồ vật có hình dạng mong muốn và nung chúng đến nhiệt độ cao (600-1600 °C) trong các đống lửa, hố nung hoặc lò nung và gây ra các phản ứng dẫn đến thay đổi vĩnh viễn làm tăng cường độ và độ cứng của đồ vật. Nhiều đồ gốm là hoàn toàn thực dụng, nhưng một số cũng có thể được coi là đồ gốm mỹ nghệ. Một tạo hình đất sét có thể được trang trí trước hoặc sau khi nung. 

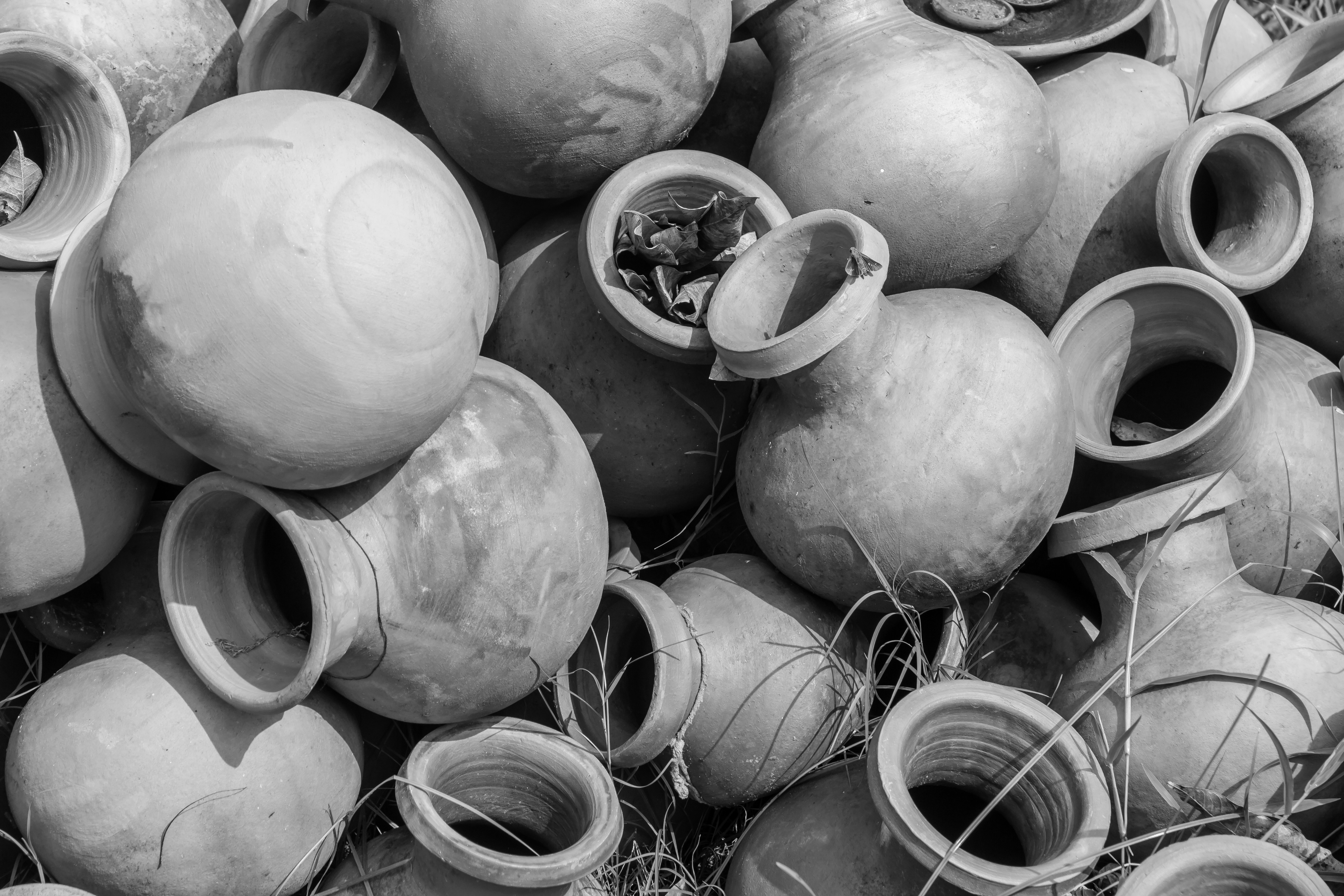
Hũ làm từ đất sét (Ghaila) ở Nepal.

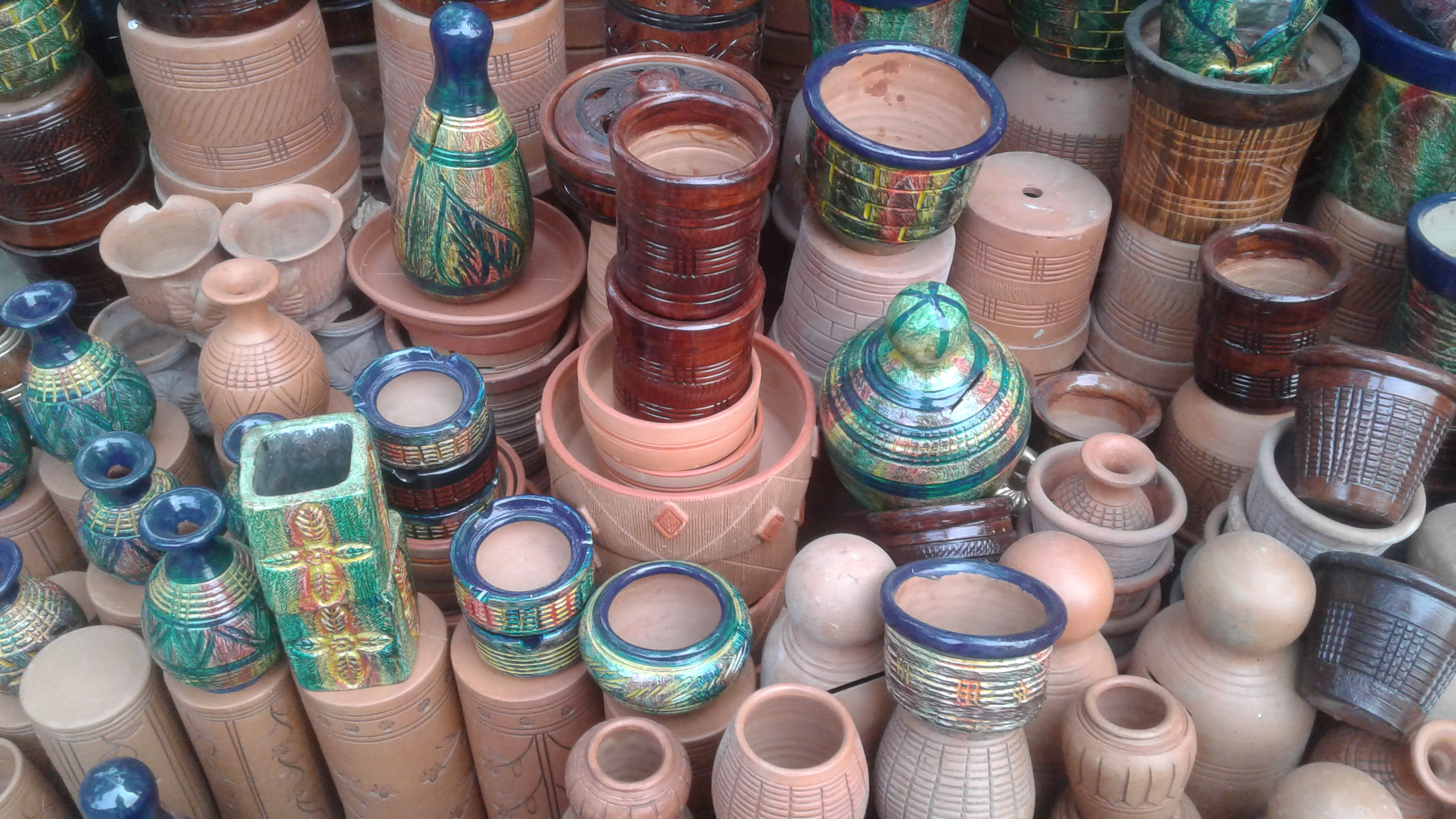
Gốm truyền thống, Bangladesh.

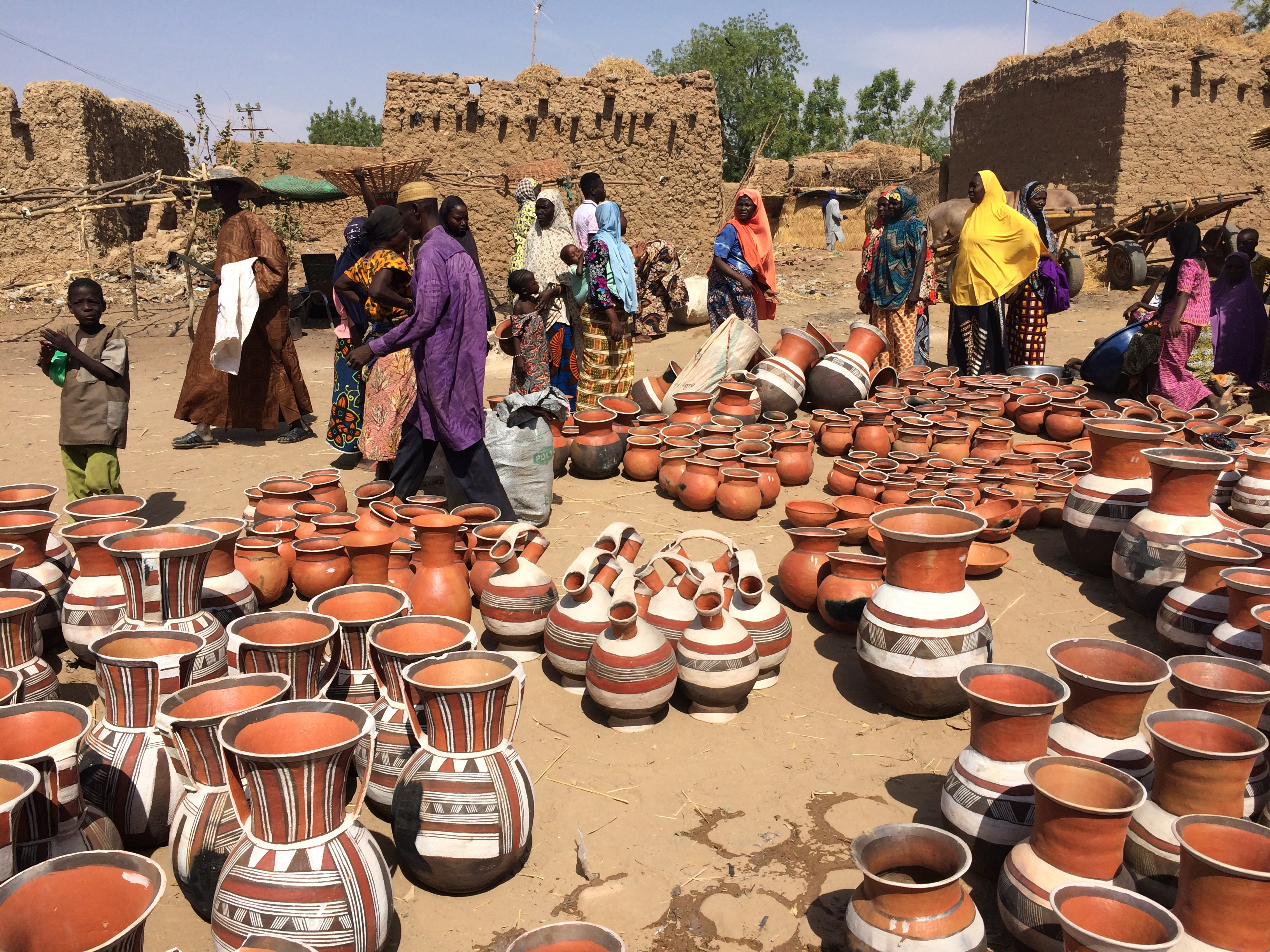
Chợ gốm ở Boubon, Nigeria.

Đồ gốm bằng đất sét có thể được chia thành ba nhóm chính: đồ đất nung, đồ sành và đồ sứ. Chúng đòi hỏi vật liệu đất sét ngày càng cụ thể hơn, và nhiệt độ nung ngày càng cao. Cả ba được làm thành các đồ vật tráng men và không tráng men, phục vụ cho các mục đích khác nhau. Tất cả cũng có thể được trang trí bởi các kỹ thuật khác nhau. Trong nhiều ví dụ, một đồ gốm thuộc về nhóm nào là rõ ràng ngay lập tức, nhưng điều này không phải lúc nào cũng đúng. Các đồ gốm frit của thế giới Hồi giáo không sử dụng đất sét, vì vậy về mặt kỹ thuật nằm ngoài các nhóm này. Đồ gốm lịch sử của tất cả các loại này thường được nhóm lại hoặc như là đồ gốm "cao cấp", "tinh xảo", tương đối đắt tiền và được làm tỉ mỉ, kỹ càng, cẩn thận, và theo quan điểm thẩm mỹ của văn hóa có liên quan, hoặc thay vào đó như là đồ gốm "thô lậu", "phổ biến", "dân gian" hoặc "quê mùa", hầu hết không được trang trí, hoặc rất đơn giản và thường được làm không kỹ càng.

## Những loại chính

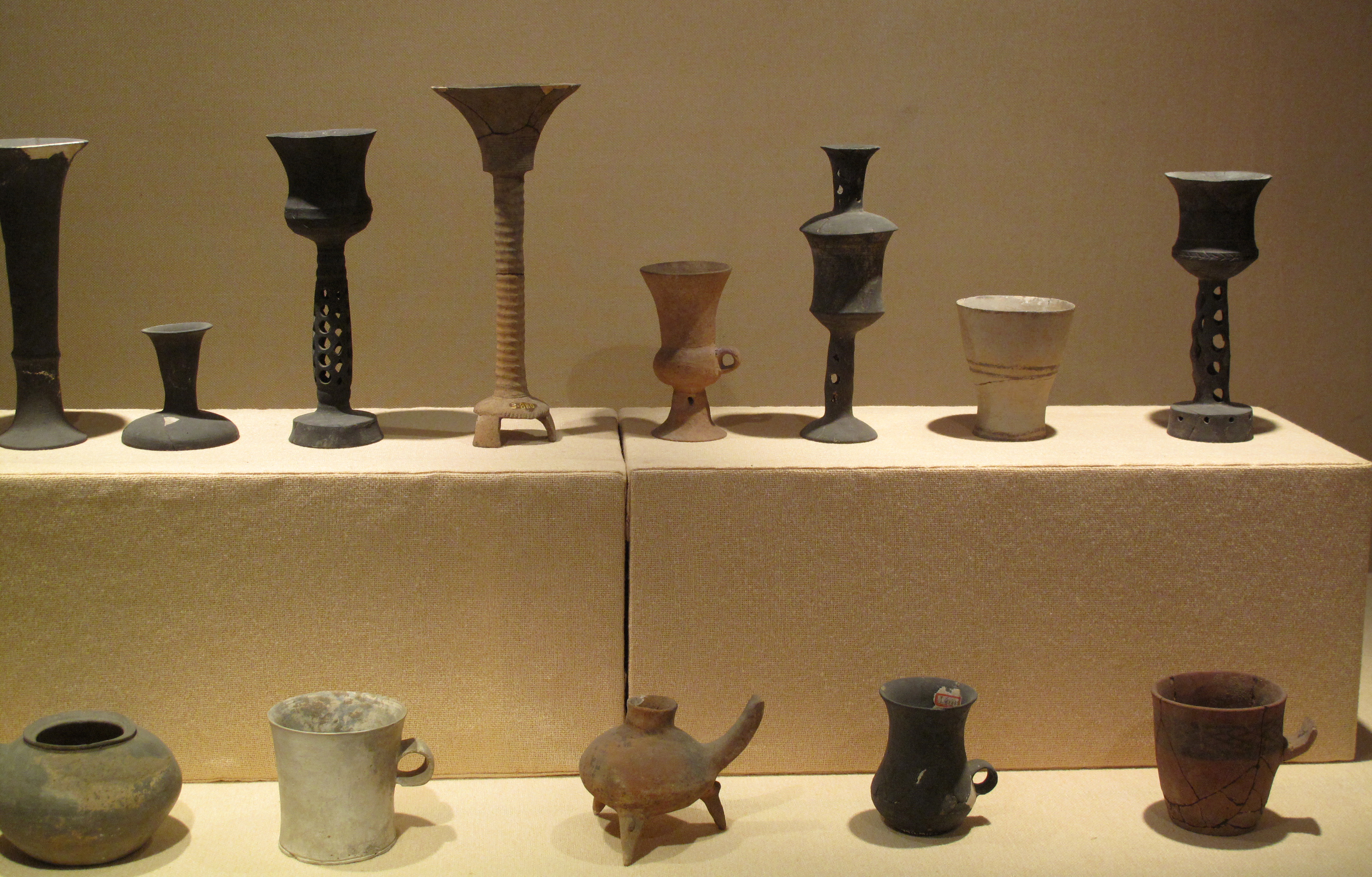
Đồ gốm bằng đất nung từ Văn hóa Long Sơn thời đại đồ đá mới, Trung Quốc, thiên niên kỷ 3 TCN.

### Đồ đất nung
Tất cả các hình thức gốm sớm nhất được làm từ đất sét nung ở nhiệt độ thấp, ban đầu là trong các hố nung hoặc trong các đống lửa ngoài trời. Chúng được nặn bằng tay và chưa được trang trí. Đồ đất nung có thể được nung ở nhiệt độ thấp chỉ 600 °C, và thường được nung dưới 1.200 °C. Bởi vì đồ đất nung mộc không tráng men là xốp nên nó có tính thiết thực hạn chế trong việc lưu trữ chất lỏng hoặc làm bộ đồ ăn. Tuy nhiên, đồ đất nung đã có một lịch sử liên tục từ thời kỳ đồ đá mới cho đến ngày nay. Nó có thể được tạo ra từ nhiều loại đất sét, một số trong đó được nung để có màu nâu, nâu da bò hoặc đen, với sắt trong các khoáng vật cấu thành dẫn đến màu nâu đỏ. Các loại màu đỏ được gọi là terracotta (đất nung), đặc biệt là khi không tráng men hoặc được sử dụng trong điêu khắc. Sự phát triển của men gốm làm cho gốm không thấm nước trở thành có thể, cải thiện tính phổ biến và tính thực tế của đồ đựng bằng gốm. Việc bổ sung trang trí cho đồ đất nung đã phát triển trong suốt lịch sử của nó.

### Đồ sành

Chum sành Nhật Bản thế kỷ 15, với một phần tráng men tro.

Đồ sành là đồ gốm được nung trong lò nung ở nhiệt độ tương đối cao, từ khoảng 1.100 °C đến 1.200 °C, cứng hơn và không thấm đối với chất lỏng. Người Trung Quốc đã phát triển đồ sành từ rất sớm và phân loại đồ sành cùng với đồ sứ là đồ gốm cao cấp. Ngược lại, đồ sành chỉ có thể được sản xuất ở châu Âu từ cuối thời trung cổ, vì các lò nung ở châu Âu kém hiệu quả hơn, và loại đất sét phù hợp cũng ít phổ biến hơn. Nó vẫn là một vật phẩm đắt tiền ở Đức cho đến thời Phục hưng.
Đồ sành rất cứng và hữu dụng, và phần lớn luôn luôn mang tính thực dụng dành cho nhà bếp hoặc để làm đồ đựng hơn là đồ đặt trên bàn. Những đồ sành "mỹ nghệ" được coi trọng ở Trung Quốc, Nhật Bản và phương Tây, và tiếp tục được sản xuất. Nhiều loại hình đồ sành thực dụng cũng đã được đánh giá cao như một dạng đồ mỹ nghệ.

### Đồ sứ

Ấm trà bằng sứ, khoảng năm 1730, với trang trí phong cách Trung Hoa bằng màu trên men.

Sứ được làm bằng vật liệu gia nhiệt, thường bao gồm cao lanh, trong lò nung đến nhiệt độ từ 1.200 và 1.400 °C (2.200 và 2.600 °F). Nhiệt độ này cao hơn so với sử dụng cho các loại khác, và đạt được những nhiệt độ này cũng như nhận ra những vật liệu cần thiết là một thách thức lâu dài. Độ dai, độ cứng và độ trong của sứ, so với các loại gốm khác, phát sinh chủ yếu từ thủy tinh hóa và sự hình thành của khoáng vật mullit trong tạo hình ở những nhiệt độ cao này.
Mặc dù đồ sứ lần đầu tiên được sản xuất tại Trung Quốc, nhưng theo truyền thống, người Trung Quốc không coi nó là một loại khác biệt, nhóm nó với đồ sành là đồ gốm "cao lửa" (瓷, từ), trái ngược với đồ đất nung là đồ gốm "thấp lửa" (陶, đào). Điều này gây nhầm lẫn khi đồ sứ lần đầu tiên được tạo ra. Độ trong mờ và độ trắng nhất định đã đạt được từ thời Đường (618-906), và một lượng đáng kể đồ sứ đã được xuất khẩu. Tuy nhiên, độ trắng hiện đại chỉ đạt được muộn hơn, trong thế kỷ 14. Đồ sứ cũng được sản xuất tại Triều Tiên và Nhật Bản từ cuối thế kỷ 16, sau khi cao lanh phù hợp được tìm ra tại các quốc gia đó. Đồ sứ không được sản xuất một cách hiệu quả bên ngoài Đông Á cho đến thế kỷ 18.

## Các công đoạn sản xuất
Trước khi được định hình, đất sét phải được chuẩn bị. Nhào trộn giúp đảm bảo độ ẩm đều khắp trong khối đất. Không khí bị mắc kẹt trong đất sét cần phải được loại bỏ. Điều này được gọi là khử không khí và có thể được thực hiện bằng một máy gọi là máy nhào đất chân không hoặc bằng tay bằng cách lèn. Lèn cũng có thể giúp tạo ra một độ ẩm đồng đều. Một khi khối đất sét đã được nhào trộn và khử khí hoặc lèn, nó được tạo hình bởi một loạt các kỹ thuật. Sau khi đã được định hình, nó được sấy khô và sau đó đưa vào nung.
- Gốm sống hay gốm mộc (greenware) đề cập đến các đồ vật chưa nung. Ở độ ẩm vừa đủ, xương gốm ở giai đoạn này ở dạng dẻo nhất (vì chúng mềm và dễ uốn, do đó có thể dễ dàng bị biến dạng khi xử lý).
- Gốm cứng da (leather-hard) dùng để chỉ xương gốm đất sét đã được sấy khô một phần. Ở giai đoạn này, các xương gốm đất sét có độ ẩm xấp xỉ 15%. Xương gốm đất sét ở giai đoạn này là rất rắn chắc và chỉ hơi dẻo. Xén tỉa và xử lý đính kèm thường xảy ra ở trạng thái gốm cứng da.
- Gốm khô xương là nói đến các xương gốm đất sét khi chúng đạt đến độ ẩm ở mức hoặc gần 0%. Ở độ ẩm này thì vật phẩm đã sẵn sàng để nung.
- Gốm nung mộc (biscuit / bisque)[11][12] dùng để chỉ đất sét sau khi đồ vật được định hình thành dạng mong muốn và được nung lần đầu tiên trong lò nung, được gọi là "nung mộc". Việc nung này làm thay đổi xương gốm đất sét theo nhiều cách. Thành phần khoáng vật của xương gốm đất sét sẽ trải qua những thay đổi hóa học và vật lý làm thay đổi vật liệu.
- Nung men (glaze fired) hoặc nung tráng men (glost fired) là công đoạn cuối cùng trong sản xuất một số đồ gốm.[13] Một lớp men có thể được đắp/quét vào dạng nung mộc và đồ vật có thể được trang trí theo nhiều cách. Sau đó, đồ vật được "nung men", làm cho vật liệu men nóng chảy và bám dính vào đồ vật. Tùy thuộc vào lịch trình nhiệt độ, việc nung men cũng có thể làm cho xương gốm hoàn thiện thêm do các thay đổi hóa học và vật lý vẫn tiếp tục.

## Xương đất sét và hàm lượng khoáng vật

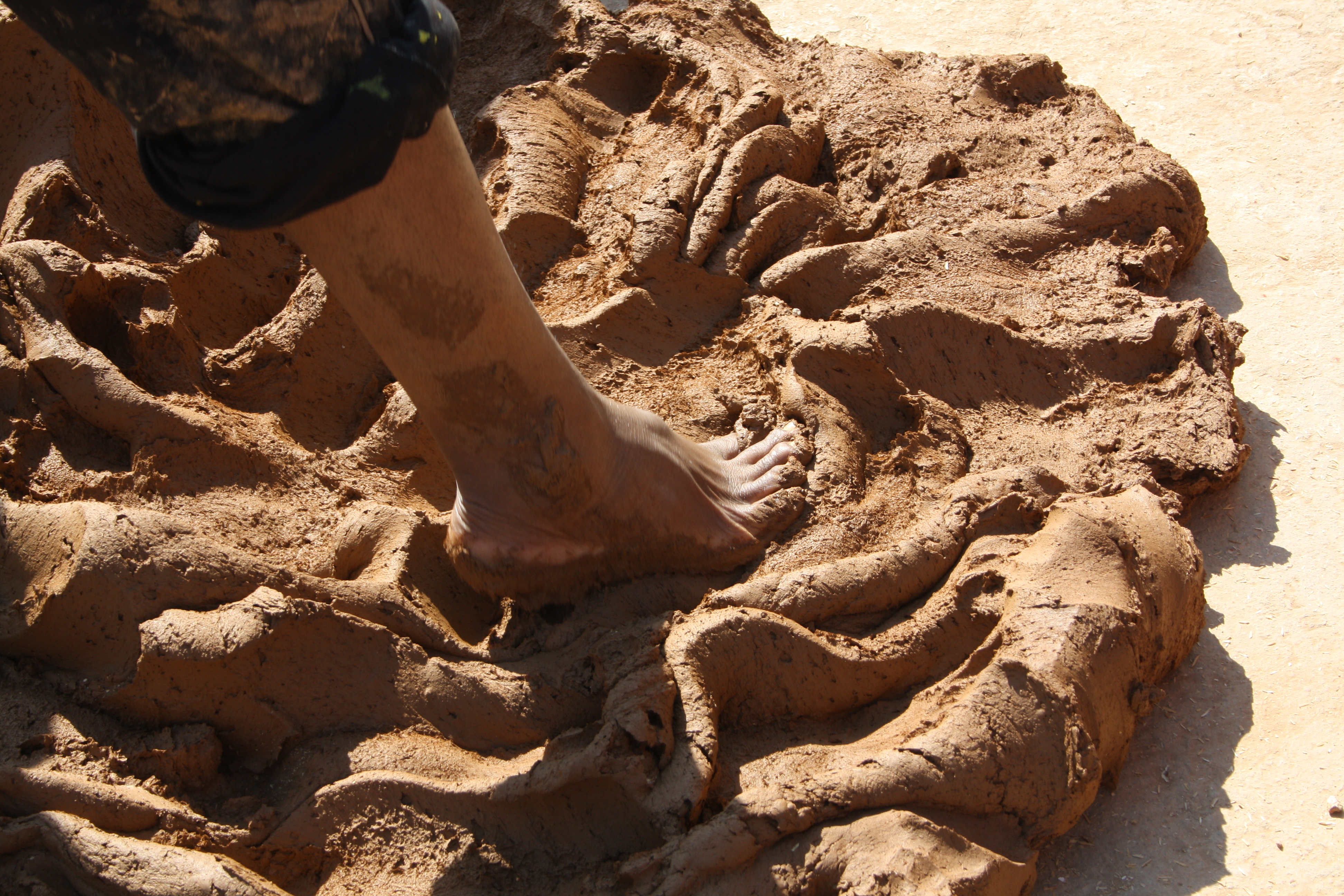
Chuẩn bị đất sét để làm đồ gốm ở Ấn Độ

Xương hay thân là các thuật ngữ để chỉ hình dạng gốm chính của một vật, nằm phía dưới bất kỳ lớp men hoặc trang trí nào. Thành phần chính của xương là đất sét. Có một số vật liệu được gọi là đất sét. Các tính chất làm cho chúng khác nhau bao gồm: Độ dẻo là tính dễ uốn của xương; độ thấm nước là mức độ mà chúng hấp thụ nước sau khi nung; và độ co ngót là mức độ thu nhỏ kích thước của xương khi nước được loại bỏ. Các xương đất sét khác nhau cũng khác nhau theo cách mà chúng phản ứng khi nung trong lò. Một xương đất sét có thể được trang trí trước hoặc sau khi nung. Trước một số quá trình định hình, đất sét phải được chuẩn bị. Mỗi loại đất sét khác nhau này bao gồm các loại và các lượng khoáng vật khác nhau xác định các đặc tính của đồ gốm tạo ra. Có thể có các khác biệt khu vực về các tính chất của nguyên liệu thô được sử dụng để sản xuất đồ gốm, và những điều này có thể dẫn đến các sản phẩm độc đáo có đặc trưng địa phương. Thông thường, đất sét và các vật liệu khác được trộn lẫn để tạo ra các xương đất sét phù hợp với các mục đích cụ thể. Một thành phần phổ biến của các xương đất sét là khoáng vật kaolinit. Các khoáng vật khác trong đất sét, chẳng hạn như fenspat, hoạt động như các chất trợ dung làm giảm nhiệt độ thủy tinh hóa của xương. Sau đây là danh sách các loại đất sét khác nhau được sử dụng để làm đồ gốm.
- Cao lanh, đôi khi được gọi là đất sét Trung Quốc vì nó lần đầu tiên được sử dụng ở Trung Quốc. Dùng làm sứ.
- Đất sét viên hay đất sét dẻo: Một loại đất sét trầm tích hạt mịn và cực dẻo, có thể chứa một số chất hữu cơ. Một lượng nhỏ có thể được thêm vào các xương sứ để tăng độ dẻo.
- Đất sét lửa: Một loại đất sét có tỷ lệ các chất trợ dung thấp hơn một chút so với cao lanh, nhưng thường khá dẻo. Đây là dạng đất sét chịu nhiệt cao, có thể kết hợp với các loại đất sét khác để tăng nhiệt độ nung và có thể được sử dụng như một thành phần để tạo ra các loại xương sành.
- Đất sét sành: Phù hợp để tạo đồ sành. Có nhiều đặc điểm trung gian giữa đất sét chịu lửa và đất sét viên, có hạt mịn hơn, giống như đất sét viên nhưng có khả năng chịu nhiệt cao hơn như đất sét chịu lửa.
- Đất sét đỏ và sét đá phiến thông thường có các tạp chất thực vật và oxide sắt (III), làm cho chúng hữu dụng trong sản xuất gạch, nhưng thường không đạt yêu cầu đối với đồ gốm, ngoại trừ trong các điều kiện đặc biệt của một khoáng sàng cụ thể.[15]
- Bentonit: Một loại đất sét cực kỳ dẻo, có thể thêm với số lượng nhỏ vào đất sét dưới chuẩn để làm tăng độ dẻo.

## Phương pháp tạo hình
Đồ gốm có thể được định hình bằng một loạt các phương pháp bao gồm:
- Tạo hình bằng tay. Đây là phương pháp tạo hình sớm nhất. Đồ gốm có thể được tạo hình bằng tay từ các cuộn đất sét, kết hợp với các tấm đất sét phẳng, hoặc nặn các cục đất sét rắn hoặc một số kết hợp của các cách thức này. Các bộ phận của xương gốm được tạo hình bằng tay thường được ghép nối với nhau với sự trợ giúp của nước áo, một thể huyền phù lỏng của đất sét và nước. Một xương gốm đất sét có thể được trang trí trước hoặc sau khi nung. Trước một số quy trình tạo hình, đất sét phải được chuẩn bị, chẳng hạn như các bộ đồ ăn, mặc dù một số nghệ nhân gốm thấy việc tạo hình bằng tay là có lợi hơn để tạo ra các tác phẩm nghệ thuật có một không hai.

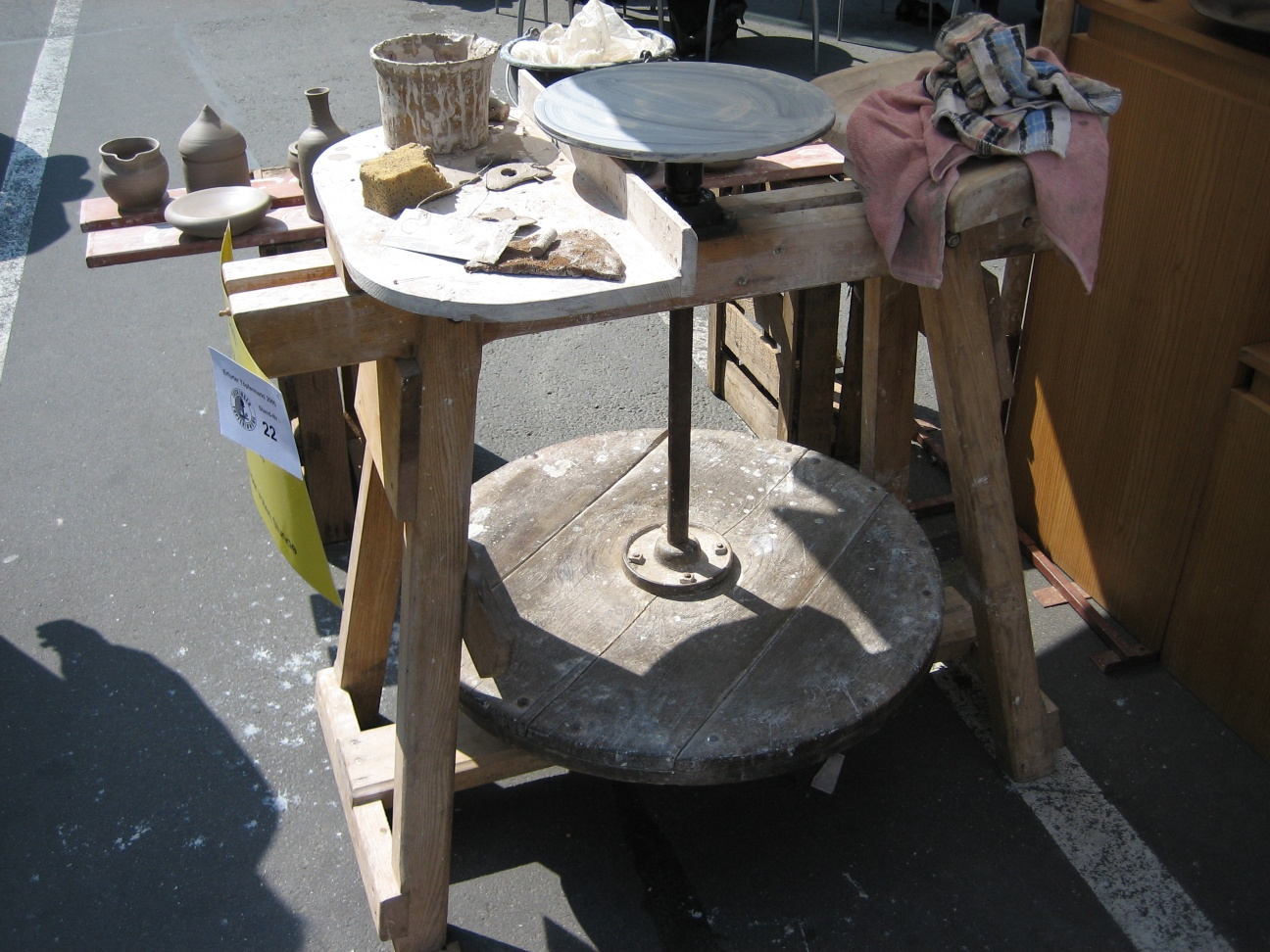
Bàn xoay đá cổ điển của thợ gốm ở Erfurt, Đức.

- Bàn xoay gốm. Trong một quá trình gọi là vuốt hay trau hoặc nắn hình (vặn hoặc xoay),[16]) một cục đất sét được đặt ở trung tâm của một bàn có thể xoay được, được gọi là đầu bàn xoay, được người thợ gốm quay bằng gậy, sức chân hoặc bằng động cơ điện có thể thay đổi tốc độ.
  - Trong quá trình trau, bàn xoay quay trong khi cục đất sét mềm được ép, bóp và kéo nhẹ lên trên và hướng ra ngoài thành một hình rỗng. Bước đầu tiên của việc ép cục đất sét xị xuống và vào trong thành khối đối xứng xoay hoàn hảo được gọi là định tâm khối đất sét, một kỹ năng quan trọng nhất cần làm chủ trước các bước tiếp theo: mở (tạo một lỗ rỗng ở giữa khối đất sét), tạo đáy (làm đáy phẳng hoặc thuôn tròn bên trong bình), vuốt hoặc trau (kéo lên và tạo hình các vách đến độ dày đồng đều), và xén tỉa hoặc xoay (loại bỏ đất sét dư thừa để tinh chỉnh hình dạng hoặc để tạo ra một chân gốm).
  - Kỹ năng và kinh nghiệm đáng kể được yêu cầu để tạo hình ra các bình chậu đạt tiêu chuẩn chấp nhận được, và trong khi các sản phẩm có thể có giá trị nghệ thuật cao thì khả năng tái tạo của phương pháp này lại kém.[13] Do những hạn chế vốn có của nó, vuốt chỉ có thể được sử dụng để tạo ra các đồ gốm có tính đối xứng xuyên tâm trên một trục thẳng đứng. Những vật phẩm sau đó có thể được thay đổi bằng cách nén xuống, làm phình ra, chạm khắc, xoi rãnh và rạch. Ngoài đôi bàn tay của thợ gốm, các kỹ thuật này có thể sử dụng các công cụ, bao gồm các cánh gạt, cữ chặn, tấm tạo gờ và những dụng cụ chuyên dùng để cắt hoặc khoét lỗ như dao, dụng cụ soi rãnh, công cụ hình kim và dây. Các vật phẩm vuốt có thể được sửa đổi thêm bằng cách đính kèm tay cầm, nắp, chân và vòi.
- Ép hạt: Như tên gọi cho thấy, đây là hoạt động tạo hình gốm bằng cách ép đất sét trong điều kiện bán khô và tạo hạt trong khuôn. Đất sét được ép vào khuôn bởi một khuôn xốp qua đó nước được bơm ở áp suất cao. Đất sét hạt được chuẩn bị bằng cách sấy phun để tạo ra một vật liệu mịn và chảy tự do có độ ẩm từ khoảng 5 đến 6 phần trăm. Ép hạt, còn được gọi là ép bụi, được sử dụng rộng rãi trong sản xuất gạch men và các đĩa gốm.
- Đúc phun: Đây là một quá trình tạo hình được điều chỉnh cho ngành công nghiệp bộ đồ ăn từ phương pháp được thiết lập từ lâu để tạo hình nhựa nhiệt dẻo và một số thành phần kim loại.[17] Nó được gọi là đúc phun sứ, hoặc PIM.[18] Được sản xuất hàng loạt các sản phẩm có hình dạng phức tạp, một ưu điểm đáng kể của kỹ thuật này là cho phép sản xuất một chiếc cốc, bao gồm cả tay cầm, trong một quy trình duy nhất, và do đó loại bỏ hoạt động cố định tay cầm và tạo ra mối liên kết mạnh mẽ hơn giữa cốc và tay cầm.[19] Liệu đầu vào cho khuôn là hỗn hợp của khoảng 50 đến 60 phần trăm vật liệu xương gốm chưa nung ở dạng bột, cùng với 40 đến 50 phần trăm phụ gia hữu cơ bao gồm chất kết dính, chất bôi trơn và chất hóa dẻo.[18] Kỹ thuật này không được sử dụng rộng rãi như các phương pháp tạo hình khác.[20]
- Tiện ép ngang và tiện ép dọc: Những thao tác này được thực hiện trên bàn xoay gốm và cho phép giảm thời gian để làm cho đồ gốm đạt được hình dáng tiêu chuẩn. Tiện ép ngang là hoạt động đưa một công cụ định hình tiếp xúc với đất sét dẻo của một vật phẩm đang được xây làm, bản thân vật phẩm này được đặt trên một khuôn thạch cao quay trên bánh xe. Công cụ tiện ép ngang tạo hình một mặt trong khi khuôn tạo hình mặt kia. Tiện ép ngang chỉ được sử dụng trong sản xuất các sản phẩm phẳng, chẳng hạn như các đĩa; nhưng một hoạt động tương tự là tiện ép dọc được sử dụng trong sản xuất các sản phẩm rỗng như cốc. Tiện ép ngang và tiện ép dọc đã được sử dụng trong sản xuất gốm từ ít nhất là vào thế kỷ 18. Trong sản xuất nhà máy quy mô lớn, tiện ép ngang và tiện ép dọc thường được tự động hóa, cho phép các hoạt động được thực hiện bởi lao động bán lành nghề.

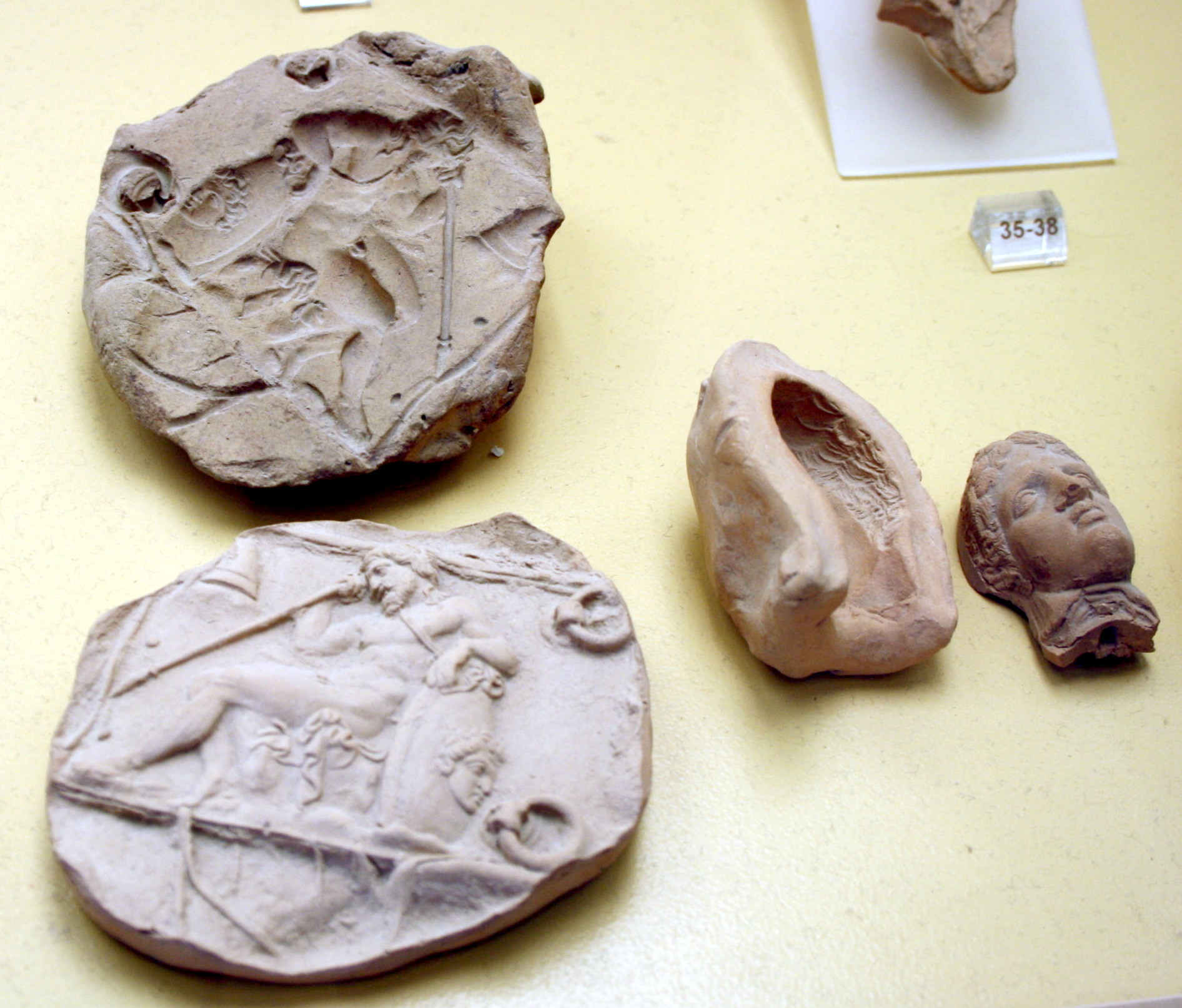
Hai khuôn cho đồ đất nung, với các phôi đúc hiện đại, từ Athens cổ đại, thế kỷ 5 TCN.

- Máy đầu lăn: Máy này dùng để tạo hình các sản phẩm trên khuôn quay, như trong tiện ép ngang và tiện ép dọc, nhưng với một công cụ tạo hình xoay thay thế cho biên dạng cố định. Công cụ tạo hình quay là một hình nón nông có cùng đường kính với vật phẩm được định hình và được tạo hình theo dạng mong muốn của mặt sau của vật phẩm đang được làm. Các vật phẩm có thể được tạo hình theo cách này, sử dụng lao động tương đối không có kỹ năng, trong một thao tác với tốc độ khoảng mười hai vật phẩm mỗi phút, mặc dù điều này thay đổi theo kích thước của các sản phẩm được sản xuất. Được phát triển ở Anh ngay sau Thế chiến II bởi công ty Service Engineers, máy đầu lăn nhanh chóng được các nhà sản xuất trên khắp thế giới chấp nhận; chúng vẫn là phương pháp chủ yếu trong sản xuất đồ gốm phẳng.[21]
- Đúc áp lực: Vật liệu polyme được phát triển đặc biệt cho phép khuôn chịu áp lực bên ngoài lên tới 4,0 MPa - cao hơn nhiều so với đúc nước áo trong khuôn thạch cao, trong đó các lực mao dẫn tương ứng với áp suất khoảng 0,1-0,2 MPa. Áp suất cao dẫn đến tốc độ đúc nhanh hơn nhiều và do đó, chu kỳ sản xuất nhanh hơn. Hơn nữa, việc áp dụng không khí áp suất cao qua các khuôn polyme khi tháo phôi có nghĩa là một chu trình đúc mới có thể được bắt đầu ngay lập tức trong cùng một khuôn, không giống như các khuôn thạch cao đòi hỏi thời gian sấy dài. Các vật liệu polymer có độ bền cao hơn nhiều so với thạch cao và do đó có thể làm ra các sản phẩm được tạo hình với dung sai kích thước tốt hơn và tuổi thọ khuôn dài hơn nhiều. Đúc áp lực được phát triển vào những năm 1970 để sản xuất thiết bị vệ sinh, mặc dù gần đây nó đã được áp dụng cho sản xuất bộ đồ ăn bằng gốm sứ.[22][23][24][25]
- Ép búa thủy động (ép pít-tông): Cách này được sử dụng để tạo hình đồ bằng cách ép một xương đất sét đã chuẩn bị thành hình dạng theo yêu cầu giữa hai tấm khuôn đúc xốp. Sau khi ép, khí nén được thổi qua các tấm khuôn đúc xốp để giải phóng các đồ gốm đã được tạo hình.
- Đúc nước áo: Cách này phù hợp để làm các đồ vật với hình dạng không thể được tạo ra bằng các phương pháp khác. Nước áo lỏng, được làm bằng cách pha trộn đất sét với nước, được rót vào khuôn thạch cao có độ hút nước cao. Nước từ nước áo bị hấp thụ vào khuôn và để lại một lớp đất sét che phủ các bề mặt bên trong của khuôn, có hình dạng giống như hình dạng bên trong của khuôn. Phần nước áo thừa được đổ ra khỏi khuôn, sau đó khuôn được tách ra để lấy vật đúc ra. Đúc nước áo được sử dụng rộng rãi trong sản xuất thiết bị vệ sinh và cũng được sử dụng để sản xuất các đồ vật có hình dạng phức tạp khác như ấm trà và các bức tượng nhỏ.
- In 3D: Đây là tiến bộ mới nhất trong việc định hình các vật thể bằng gốm. Có hai phương pháp. Phương pháp thứ nhất liên quan đến sự lắng đọng thành lớp của đất sét mềm, tương tự như in FDM. Phương pháp thứ hai là các kỹ thuật liên kết bột trong đó bột đất sét khô được hợp nhất với nhau theo từng lớp với một chất lỏng.

## Trang trí và tráng men

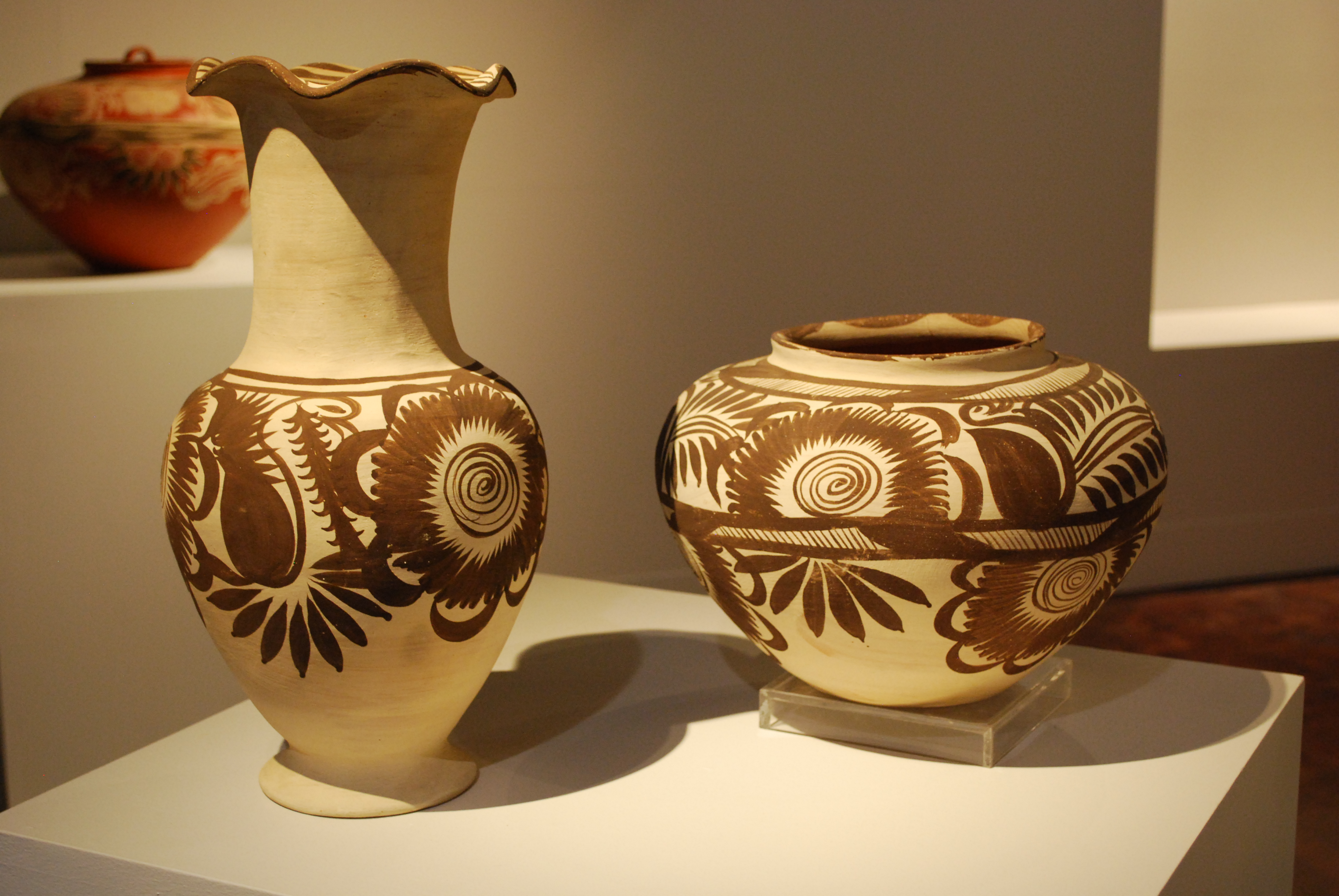
Đồ gốm đương đại từ bang Hidalgo, Mexico.

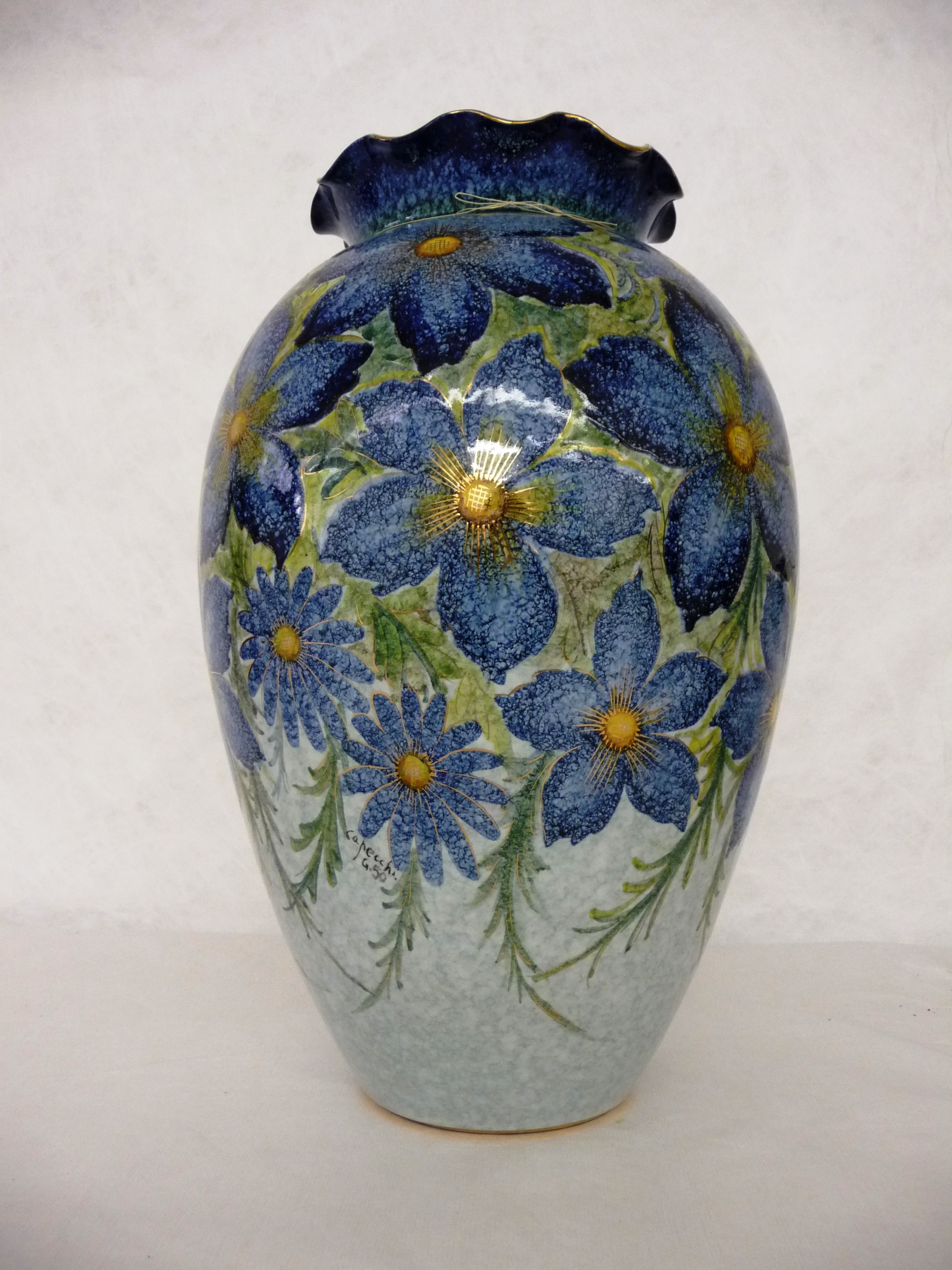
Bình đất nung đỏ Ý được phủ một lớp men màu xanh nhạt lốm đốm.

Đồ gốm có thể được trang trí theo nhiều cách khác nhau. Một số trang trí có thể được thực hiện trước hoặc sau khi nung.
- Vẽ đã được sử dụng từ thời tiền sử, và có thể rất phức tạp. Vẽ trên gốm thường được áp dụng cho đồ gốm đã được nung một lần, và sau đó có thể được phủ một lớp men lên trên. Nhiều sắc tố thay đổi màu sắc khi nung, và họa sĩ phải biết điều này.
- Tráng men: Có lẽ là hình thức trang trí phổ biến nhất, cũng có tác dụng bảo vệ gốm bằng cách làm cho nó cứng hơn và giữ chất lỏng không thấm vào gốm. Men có thể là trong suốt, đặc biệt là trên các họa tiết, hoặc có màu và mờ. Có nhiều chi tiết hơn trong phần dưới đây.
- Chạm trổ: Các bình gốm có thể được trang trí bằng cách chạm trổ nông trên xương đất sét, thường là bằng dao hoặc dụng cụ tương tự được sử dụng trên bàn xoay. Điều này là phổ biến trong đồ sứ Trung Quốc thời kỳ cổ điển.
- Miết bóng: Bề mặt của đồ gốm có thể được miết bóng hay chà bóng trước khi nung bằng cách cọ xát với một dụng cụ phù hợp bằng gỗ, thép hoặc đá để tạo ra một phần hoàn thiện được đánh bóng còn tồn tại sau khi nung. Có thể tạo ra các sản phẩm có độ bóng cao khi sử dụng đất sét mịn hoặc khi đánh bóng được thực hiện trên các sản phẩm đã được sấy khô một phần và chứa ít nước, mặc dù các sản phẩm trong điều kiện này rất dễ vỡ và nguy cơ vỡ rất cao.
- Terra Sigillata là một hình thức gốm trang trí cổ xưa được phát triển đầu tiên ở Hy Lạp cổ đại.
- Các phụ gia có thể được nhào nặn vào xương đất sét trước khi tạo hình, để tạo ra hiệu ứng mong muốn trong các đồ dùng được nung. Các phụ gia thô như cát và đất sét nung nghiền mịn đôi khi được sử dụng để tạo cho sản phẩm cuối cùng một vân cần thiết. Đôi khi đất sét và đất sét nung nghiền mịn tương phản về màu được sử dụng để tạo ra các mẫu hình trong các sản phẩm hoàn thiện. Các thuốc nhuộm màu, thường là oxide và cacbonat kim loại, được thêm vào đơn lẻ hoặc kết hợp để đạt được màu sắc mong muốn. Các hạt dễ cháy có thể được trộn với xương gốm hoặc ép vào bề mặt để tạo ra vân trên bề mặt.
- In thạch bản, còn được gọi là in lito, mặc dù các tên gọi thay thế như in chuyển (in đồ lại) hoặc "dán decal" cũng là phổ biến. Chúng được sử dụng để áp các thiết kế vào các vật phẩm. Các decal bao gồm ba lớp: lớp màu sắc hoặc hình ảnh là lớp bao gồm thiết kế trang trí; lớp che phủ là lớp bảo vệ trong suốt, có thể hợp thành thủy tinh nóng chảy thấp; và lớp giấy lưng mà thiết kế được in trên đó bằng phương pháp in lưới hoặc in thạch bản. Có nhiều phương pháp chuyển thiết kế khác nhau trong khi gỡ bỏ lớp giấy lưng, trong đó một số phương pháp phù hợp với ứng dụng máy.
- Tạo đai là sự ghép bằng tay hoặc bằng máy một dải màu vào cạnh của một tấm hoặc một cốc. Còn được gọi là "lót", thao tác này thường được thực hiện trên bàn xoay thợ gốm.
- Đồ gốm vân mã não được đặt tên theo sự tương đồng với khoáng vật thạch anh mã não có các dải hoặc các lớp màu (vân màu) được pha trộn với nhau. Đồ gốm vân mã não được tạo ra bằng cách trộn các mảng màu khác nhau lại với nhau nhưng không trộn lẫn chúng đến mức chúng mất đi bản sắc riêng. Các đồ gốm này có bề ngoài giống như có gân hoặc lốm đốm. Thuật ngữ "đồ gốm vân mã não" được sử dụng để mô tả các sản phẩm như vậy ở Vương quốc Anh; ở Nhật Bản thuật ngữ " neriage " được sử dụng và ở Trung Quốc, nơi những thứ như vậy đã được tạo ra từ ít nhất là thời nhà Đường, chúng được gọi là đồ gốm đại lý thạch (大理石陶器, đại lý thạch đào khí, tức đồ gốm cẩm thạch). Cần hết sức cẩn thận trong việc lựa chọn các loại đất sét được sử dụng để làm đồ gốm vân mã não vì các loại đất sét được sử dụng phải có các đặc điểm chuyển động nhiệt phù hợp.

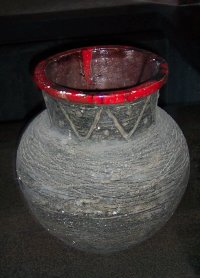
Một cái hũ Armenia cổ đại.

- Bao áo: Đó là nước áo được dùng để che phủ bề mặt đồ gốm, thường là trước khi nung. Mục đích của nó thường mang tính trang trí mặc dù nó cũng có thể được dùng để che lấp các đặc trưng không mong muốn của lớp đất sét mà nó che phủ. Nước áo có thể che bằng cách sơn hay nhúng vật vào trong nó để tạo ra một lớp che phủ đồng nhất và nhẵn mịn. Bao áo được các thợ gốm sử dụng từ thời tiền sử tới nay và đôi khi được kết hợp với kỹ thuật trang trí xước mặt (sgraffito), trong đó một lớp bao áo được cào xước để làm lộ ra màu của lớp đất sét nằm dưới. Với sự cẩn thận và tỉ mỉ có thể quét lớp bao áo thứ hai với màu khác biệt lên trên lớp bao áo thứ nhất và rạch để làm lộ ra màu của lớp bao áo nằm dưới. Các bao áo sử dụng theo cách này thường chứa một lượng đáng kể silica, đôi khi gần bằng thành phần của men gốm.
- Vẽ vàng: Trang trí bằng vẽ vàng được sử dụng đối với một số đồ gốm chất lượng cao. Có một số phương pháp vẽ vàng được áp dụng, bao gồm:

1. Vàng ròng (Best gold, Thuần kim) – huyền phù của bột vàng trong tinh dầu trộn với chất trợ dung và muối thủy ngân tăng cường. Huyền phù này có thể gắn vào đồ gốm bằng các kỹ thuật quét sơn. Sau khi lấy ra khỏi lò nung thì trang trí xỉn màu và cần được miết bóng để làm sáng màu.
2. Vàng acid (Acid gold, Toan kim) – Một hình thức trang trí vàng được phát triển đầu thập niên 1860 tại nhà máy của Mintons Ltd ở Stoke-on-Trent, Staffordshire, Anh quốc. Bề mặt tráng men được khắc bằng acid flohydric loãng trước khi đắp vàng. Quy trình này đòi hỏi kỹ năng cao và chỉ được sử dụng để trang trí những đồ gốm phẩm cấp cao nhất.
3. Vàng sáng màu (Bright gold, Lượng kim) – Bao gồm một dung dịch của vàng sulpho-resinat hay vàng thiolat cùng với các sulpho-resinat/thiolat của các kim loại khác (bismuth, crom, vanadi, rhodi v.v.) và một chất trợ dung. Tên gọi này bắt nguồn từ bề ngoài của lớp trang trí ngay sau khi lấy ra khỏi lò nung, do nó không cần phải miết bóng để làm sáng màu.
4. Vàng nhạt màu (Mussel gold, Đạm thái kim) – Một phương pháp cũ trong trang trí vàng. Nó được thực hiện bằng cách cọ xát vàng lá, đường và muối cùng nhau bằng một công cụ của nghề gốm, sau đó đem rửa để loại bỏ các chất tan trong nước.

### Men gốm

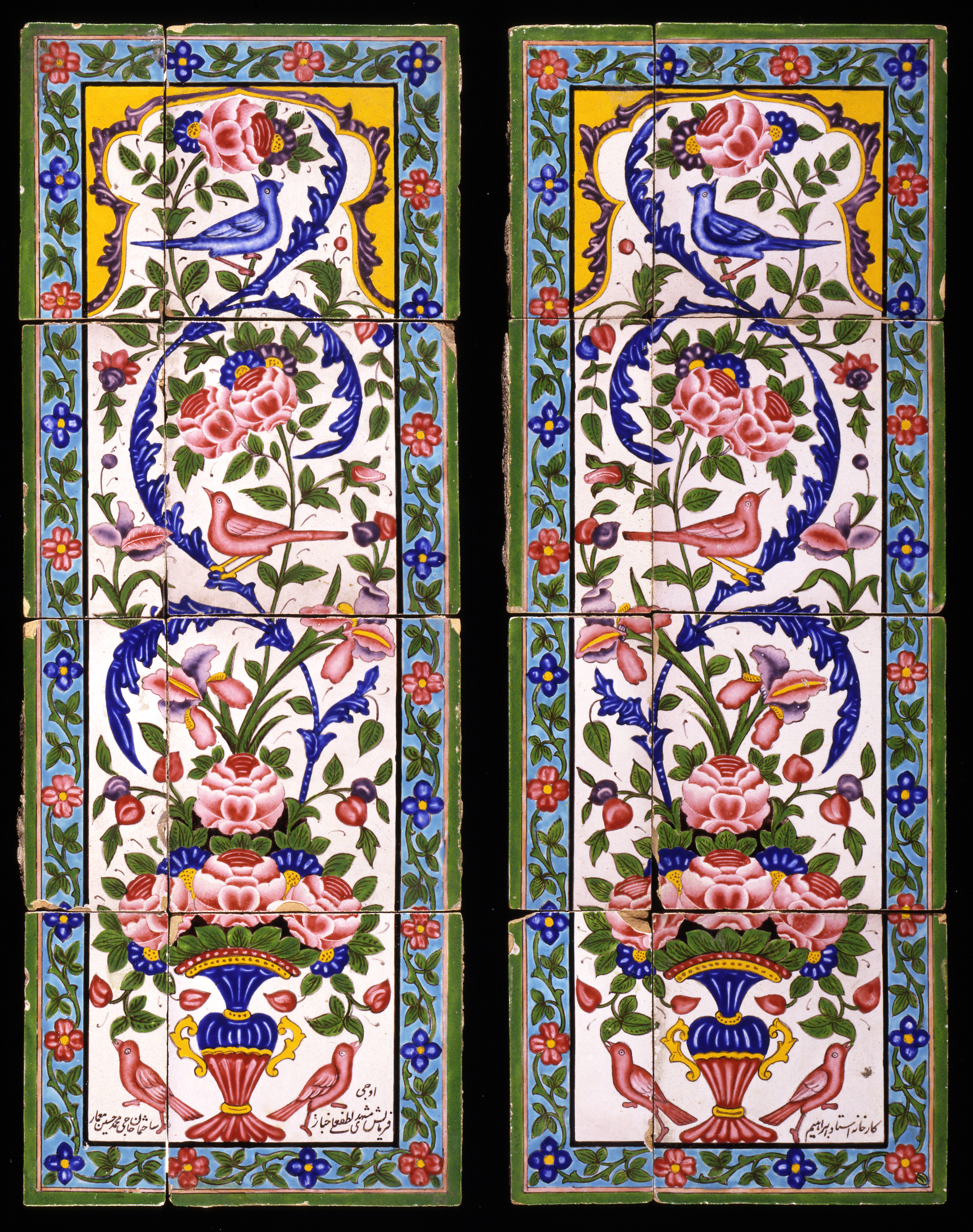
Hai khối gạch ốp lát là đồ đất nung được trang trí bằng men nhiều màu trên nền men trắng, Iran, nửa đầu thế kỷ 19.

Men là lớp che phủ thủy tinh trên đồ gốm, mục đích chủ yếu là trang trí và bảo vệ. Một sử dụng quan trọng của men là làm cho các đồ chứa bằng gốm xốp trở thành không thấm đối với nước và các chất lỏng khác. Men có thể đắp vào bằng cách rắc bột men mịn chưa nung lên trên bề mặt đồ gốm hoặc bằng cách phun, nhúng, quét, chải một lớp vữa mỏng bao gồm men chưa nung và nước. Màu của men sau khi nung có thể khác biệt đáng kể so với màu trước khi nung. Để ngăn không cho đồ gốm tráng men dính vào lò khi nung, hoặc là một phần nhỏ của đồ vật đem nung (như chân đế) không được tráng men hoặc là các "cựa" chịu lửa đặc biệt được sử dụng làm giá kê. Chúng sẽ được gỡ ra và loại bỏ sau khi nung.
Một số kỹ thuật tráng men chuyên dụng bao gồm:
- Tráng men muối, trong đó muối ăn được cho vào lò nung trong quá trình nung. Nhiệt độ cao làm cho muối bốc hơi và lắng đọng lại trên bề mặt đồ gốm để phản ứng với các khoáng chất trong xương gốm tạo ra men natri nhôm silicat. Trong thế kỷ 17 và 18, tráng men muối được sử dụng trong sản xuất đồ gốm gia dụng. Hiện nay, ngoại trừ việc sử dụng tại một số xưởng của các nghệ nhân gốm thì quy trình này đã lỗi thời. Ứng dụng quy mô lớn cuối cùng trước khi lụi tàn khi đối diện với các hạn chế về môi trường là trong sản xuất các đường ống nước thải tráng men muối.[26][27]
- Tráng men tro – Tro thu được từ đốt cháy thực vật đã được sử dụng làm thành phần trợ dung của men. Nguồn cung cấp tro nói chung là phế thải từ đốt cháy nhiên liệu của lò nung, mặc dù tiềm năng của tro có nguồn gốc từ các phế thải cây trồng cũng được nghiên cứu.[28][29] Các loại men tro được quan tâm trong lịch sử tại Viễn Đông, mặc dù có các báo cáo về việc sử dụng quy mô nhỏ tại một số nơi khác như trong đồ gốm thung lũng Catawba ở Hoa Kỳ đầu thế kỷ 19. Hiện nay chúng chỉ được một lượng nhỏ các nghệ nhân gốm sử dụng, những người đánh giá cao tính không thể đoán trước sinh ra từ bản chất hay thay đổi của nguyên vật liệu thô đầu vào.[30]
- Trang trí dưới men (Vẽ trong, vẽ dưới men hay màu dưới men, theo cách của nhiều loại gốm hoa lam) là một phương pháp trang trí đồ gốm, trong đó vật liệu dùng để trang trí được gắn vào bề mặt trước khi tráng một lớp men trong suốt rồi đem nung. Trang trí dưới men có thể quét bằng chổi vẽ, bình xịt hoặc bằng cách rót nước trang trí dưới men vào trong khuôn để che phủ phần bên trong và tạo ra hiệu ứng cuộn xoáy, sau đó khuôn được đổ đầy nước áo.
- Trang trí trong men (Màu trong men) là một phương pháp trang trí đồ gốm, trong đó vật liệu dùng để trang trí được gắn vào bề mặt men trước khi nung tráng men sao cho nó chảy lẫn vào trong men trong quá trình nung.[31][32]
- Trang trí trên men (Vẽ ngoài, vẽ ngoài men hay màu trên men) là một phương pháp trang trí đồ gốm, chủ yếu là đối với đồ sứ, trong đó lớp vật liệu trang trí màu sắc được gắn vào bề mặt đã tráng men và đã nung lần thứ nhất để sau đó được cố định trong lần nung thứ hai ở nhiệt độ thấp hơn, thường là trong các lò buồng kín.
- Men thủy tinh (men sứ, pháp lang, đường từ).

## Nung gốm

Gò nung đồ gốm tại Kalabougou, Mali. Tất cả các loại đồ gốm sớm nhất được nung trong các hố nung tương tự như thế này.

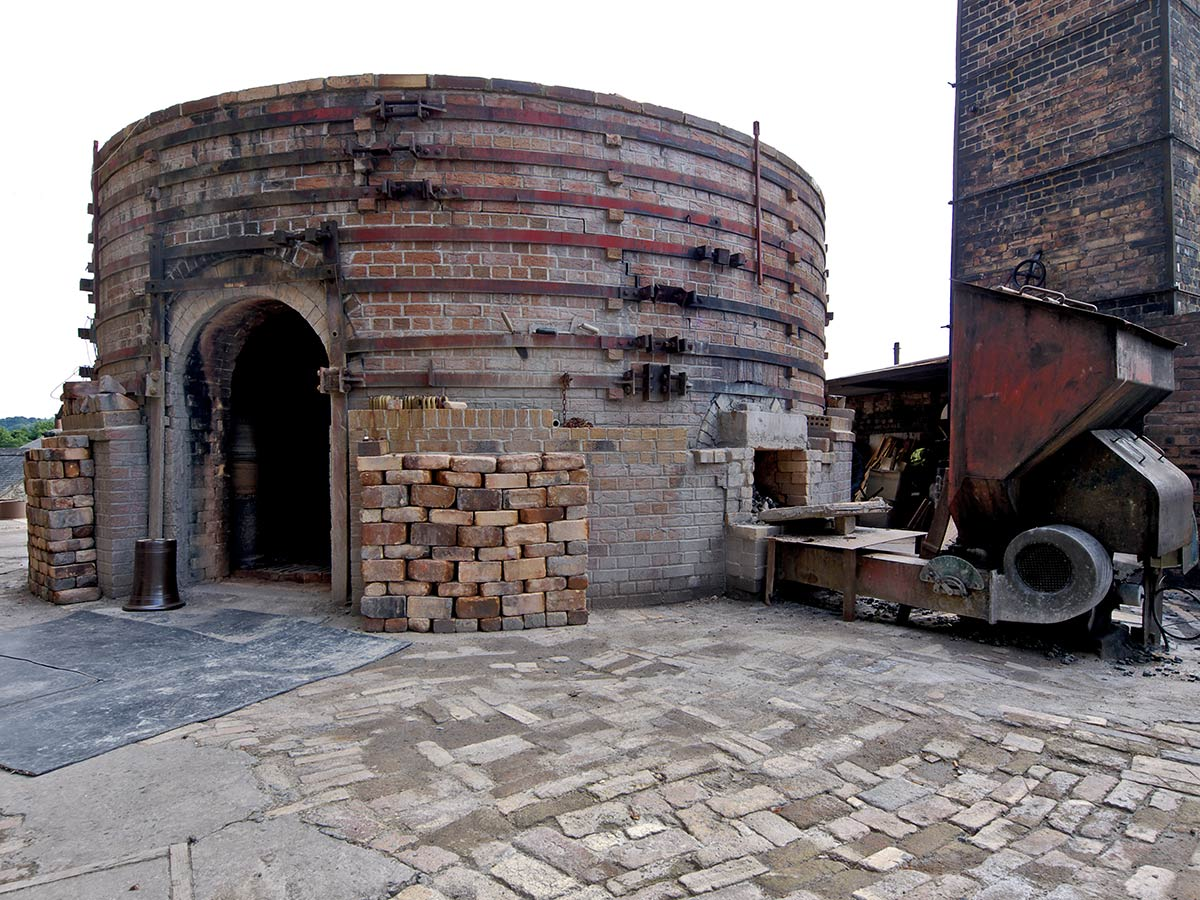
Một lò nung tại xưởng gốm ở Bardon Mill, Vương quốc Anh.

Nung tạo ra các thay đổi không thể đảo ngược trong xương gốm. Chỉ sau khi nung thì đồ vật hay vật liệu mới được gọi là đồ gốm. Trong gốm thấp lửa thì các thay đổi bao gồm thiêu kết, là sự hợp nhất cùng nhau của các hạt thô hơn trong xương gốm tại các điểm tiếp xúc của chúng với nhau. Trong trường hợp của sứ, trong đó các vật liệu khác nhau và nhiệt độ nung cao được sử dụng, các tính chất vật lý, hóa học và khoáng vật học của các thành phần hợp thành trong xương gốm bị biến đổi mạnh. Trong mọi trường hợp thì lý do đem nung là để làm cứng vĩnh cửu các đồ vật tạo ra, và chế độ nung phải thích hợp với các vật liệu được sử dụng để làm ra chúng. Như một chỉ dẫn thô sơ thì các đồ đất nung hiện đại thông thường được nung ở khoảng nhiệt độ từ 1.000 °C (1.830 °F) đến 1.200 °C (2.190 °F); đồ sành từ khoảng 1.100 °C (2.010 °F) đến 1.300 °C (2.370 °F); và đồ sứ từ khoảng 1.200 °C (2.190 °F) đến 1.400 °C (2.550 °F). Trong quá khứ, đạt được các nhiệt độ cao là một thách thức lâu dài, và đồ đất nung có thể chỉ được nung ở nhiệt độ thấp tới 600 °C (1.112 °F), đạt được trong các hố nung nguyên thủy.
Nung đồ gốm có thể được thực hiện theo một số phương pháp, với lò nung là phương pháp nung thông thường nhất. Cả nhiệt độ nung tối đa lẫn thời gian nung đều ảnh hưởng tới các đặc trưng cuối cùng của sản phẩm gốm. Vì thế, nhiệt độ tối đa bên trong lò nung thường được duy trì là một hằng số trong một khoảng thời gian để làm cho đồ đem nung ngấu nhằm tạo ra độ chín theo yêu cầu trong xương gốm.
Khí bên trong lò nung trong quá trình nung cũng có thể ảnh hưởng tới bề ngoài của đồ gốm thành phẩm. Môi trường oxy hóa, sinh ra từ sự cung cấp dư thừa không khí vào lò, có thể gây ra sự oxy hóa đất sét và men. Môi trường khử, sinh ra từ sự hạn chế không khí vào lò hoặc do đốt than thay vì đốt củi, có thể tước đoạt oxy từ bề mặt đất sét và men. Điều này có thể ảnh hưởng tới bề ngoài của đồ gốm đem nung và một số loại men chứa các khoáng vật giàu sắt trở thành màu nâu trong môi trường oxy hóa nhưng lại có màu xanh lục trong môi trường khử. Môi trường khí bên trong lò nung có thể điều chỉnh để tạo ra các hiệu ứng phức tạp trong lớp men.
Các lò nung có thể được cấp nhiệt bằng đốt củi, than, khí thiên nhiên, khí hóa lỏng hay bằng điện. Khi sử dụng làm nhiên liệu, than và củi có thể sinh ra khói, mồ hóng, tro trong lò nung, gây ảnh hưởng tới bề ngoài của các đồ nung không được che chắn, bảo vệ. Vì lý do này, các đồ nung trong là đốt củi hay lò đốt than thường được đặt bên trong các sạp nung gốm hoặc các hộp gốm để bảo vệ chúng. Các lò nung hiện đại đốt khí ga hay lò điện là sạch sẽ hơn và dễ kiểm soát hơn so với các lò củi hay lò than kiểu cũ và thường rút ngắn được thời gian nung. Trong mô phỏng phương Tây của kỹ thuật nung gốm Raku truyền thống của Nhật Bản thì các đồ gốm được đưa ra khỏi lò nung khi còn nóng đỏ và được bao phủ trong tro, giấy hay dăm gỗ để tạo ra bề ngoài cacbon hóa khác biệt. Kỹ thuật này cũng được sử dụng tại Malaysia trong việc tạo ra labu sayong (bình đựng nước hình bầu hồ lô) truyền thống.
Tại Mali, các gò nung gốm được sử dụng thay cho các lò xây bằng gạch hay đá. Những chiếc bình chưa nung, theo phong tục đầu tiên sẽ được những người phụ nữ và thanh nữ trong làng mang đến nơi sẽ dựng gò nung. Nền của gò nung được làm bằng cách đặt các thanh củi trên mặt đất, sau đó:
[...] những chiếc bình được đặt trên và giữa các thanh củi, sau đó cỏ được chất thành đống cao để làm thành gò nung. Mặc dù gò nung xếp nhiều bình của nhiều phụ nữ, những người có quan hệ họ hàng thông qua dòng họ đằng chồng, nhưng mỗi phụ nữ phải chịu trách nhiệm về những cái bình của chính mình hoặc của chính gia đình mình trong gò.
Khi một gò nung hoàn thành và mặt đất xung quanh đã được quét sạch các vật liệu dễ cháy còn sót lại thì một người thợ gốm cao tay nghề thắp lửa. Một nắm cỏ được châm lửa và người phụ nữ chạy vòng quanh gò nung để chạm ngọn đuốc đang cháy vào đám cỏ khô. Một số gò nung vẫn được xây dựng khi những gò nung khác đã được đốt cháy.

## Lịch sử

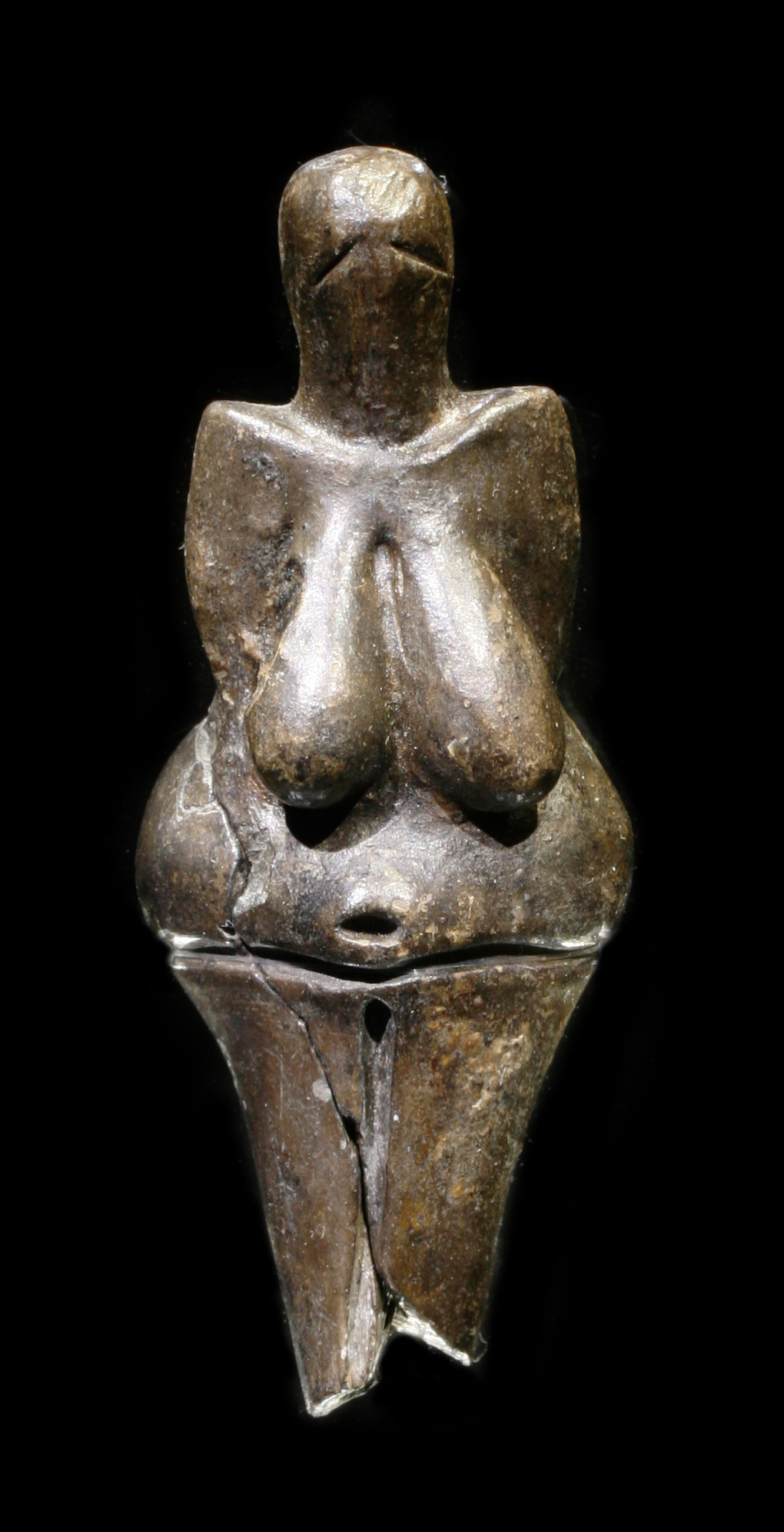
Các đồ gốm sớm nhất đã biết là bức tượng nhỏ thuộc văn hóa Gravette có niên đại tới 29.000-25.000 TCN.

Phần lớn thời gian trong lịch sử nghề gốm là thuộc thời kỳ tiền sử, thuộc về các văn hóa trước khi có chữ viết trong quá khứ. Vì thế, phần lớn lịch sử này chỉ có thể được tìm thấy trong các đồ tạo tác của khảo cổ học. Do đồ gốm là khá bền nên các đồ gốm và mảnh gốm tồn tại qua nhiều thiên niên kỷ tại các di chỉ khảo cổ, và thường là loại đồ tạo tác phổ biến nhất và quan trọng nhất còn sót lại. Nhiều văn hóa tiền sử được đặt tên theo đồ gốm, đó cũng là cách thức dễ dàng nhất để nhận dạng các di chỉ chứa chúng và các nhà khảo cổ học đã xây dựng và phát triển các đặc điểm nhận dạng các loại hình khác biệt từ thành phần hóa học của các mảnh gốm nhỏ.
Để đồ gốm và nghề gốm trở thành một bộ phận của một văn hóa nào đó thì một số điều kiện nói chung phải đạt được. Chúng bao gồm:
- Trước hết, phải sẵn có nguồn đất sét có thể dùng được. Các di chỉ khảo cổ nơi các đồ gốm sớm nhất được tìm thấy  đều nằm gần các mỏ đất sét sẵn có, dễ khai thác để có thể tạo hình và nung đúng cách. Trung Quốc có các mỏ đất sét lớn và đa dạng về chủng loại, tạo ra ưu thế cho họ trong phát triển sớm của đồ gốm tinh xảo. Nhiều quốc gia khác cũng có các mỏ đất sét lớn và đa dạng về chủng loại.
- Thứ hai, phải có cách thức nung vật liệu gốm đến nhiệt độ đủ cao để chuyển đất sét thô thành đồ gốm. Các phương pháp tạo ra ngọn lửa đủ nóng và đủ ổn định để nung gốm đã không phát triển cho tới tận cuối quá trình phát triển của các văn hóa.
- Thứ ba, thợ gốm phải có đủ thời gian để chuẩn bị, tạo hình và nung đất sét thành đồ gốm. Ngay cả khi đã kiểm soát được lửa, con người dường như vẫn chưa phát triển nghề gốm cho đến khi đạt được cuộc sống định canh. Người ta đã từng đưa ra giả thuyết rằng nghề gốm chỉ được phát triển sau khi con người biết làm nông nghiệp, dẫn đến các khu định cư lâu dài. Tuy nhiên, đồ gốm cổ nhất được biết đến là từ Trung Quốc và có niên đại tới năm 20.000 TCN, vào thời kỳ đỉnh cao của kỷ băng hà gần đây, rất lâu trước khi nông nghiệp bắt đầu.
- Thứ tư, phải có đủ nhu cầu về đồ gốm để biện minh cho sự cần thiết của các nguồn lực phục vụ sản xuất đồ gốm.[36]

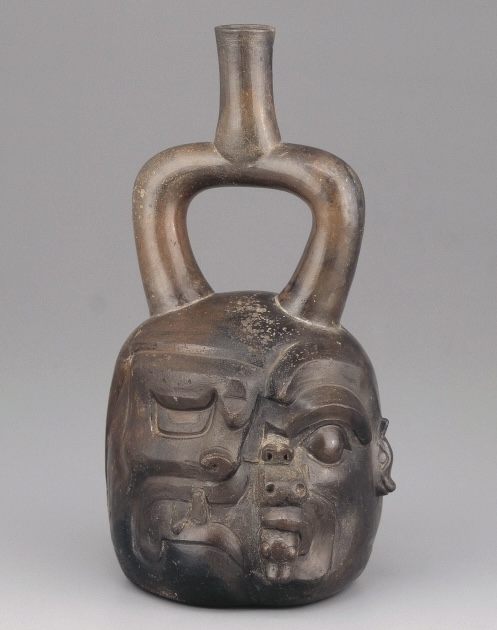
Đồ gốm Cupisnique. Bình vòi bàn đạp ngựa với trang trí chạm trổ hình mặt người-mèo. Bộ sưu tập của Bảo tàng Larco, Lima, Peru.

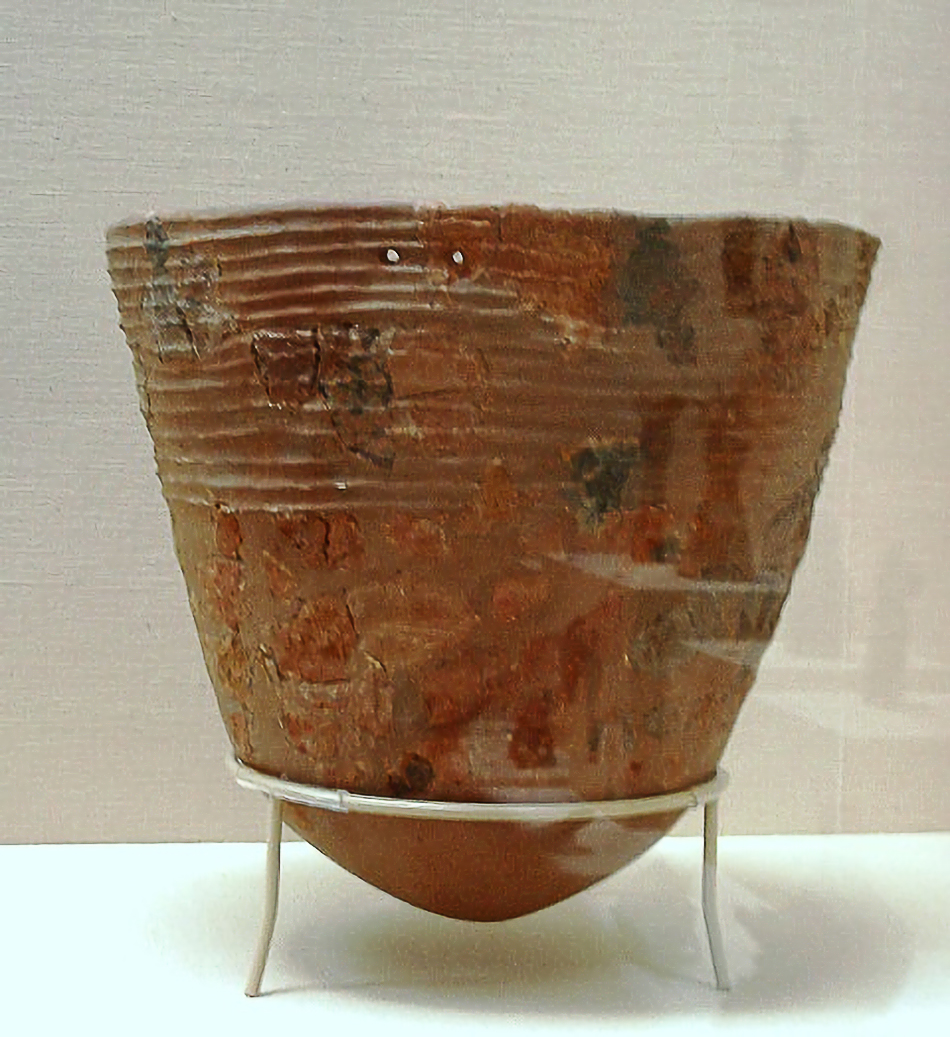
Đồ gốm Jōmon thời kỳ đầu được tái tạo từ các mảnh gốm (10.000–8.000 TCN), Bảo tàng Quốc gia Tokyo, Nhật Bản.

### Đồ gốm thời kỳ đầu
- Phương pháp tạo hình: Tạo hình bằng tay là phương pháp sớm nhất được sử dụng để tạo hình các loại bình, lọ. Nó bao gồm các kết hợp của nặn và đắp cuộn.
- Nung: Phương pháp sớm nhất để nung đồ gốm là sử dụng các đống lửa (đồ gốm nung hố). Thời gian nung có thể ngắn nhưng nhiệt độ cao nhất đạt được trong đống lửa này phải khá cao, có lẽ khoảng 900 °C (1.650 °F) và đạt được rất nhanh.[37]
- Đất sét: Những người thợ gốm thời kỳ đầu sử dụng bất kỳ loại đất sét nào sẵn có trong khu vực lân cận của họ. Tuy nhiên, loại đất sét đỏ thông thường với chất lượng thấp nhất là đủ để nung nhiệt độ thấp được sử dụng cho những chiếc bình, lọ sớm nhất. Đất sét nhào trộn với cát, sạn, vỏ sò/trai/hến nghiền hoặc gốm nghiền thường được sử dụng để làm đồ gốm nung trong đống lửa, vì chúng có kết cấu xương thông thoáng cho phép nước và các thành phần dễ bay hơi của đất sét thoát ra tự do. Các hạt thô hơn trong đất sét cũng có tác dụng hạn chế sự co ngót trong quá trình sấy/phơi khô, và do đó giảm rủi ro rạn nứt.
- Hình thức: Về cơ bản, đồ gốm nung trong đống lửa ban đầu được làm với đáy thuôn tròn để tránh các góc nhọn dễ bị rạn nứt.
- Tráng men: Các bình, chậu sớm nhất không được tráng men.
- Bàn xoay gốm được phát minh tại Mesopotamia vào khoảng 6000-4000 TCN (thời kỳ Ubaid) và cách mạng sản xuất đồ gốm.
- Khuôn: Được người Etrusca sử dụng ở mức độ hạn chế vào đầu thế kỷ 5 và 6 TCN,[38] và được người La Mã sử dụng rộng rãi hơn.[39]
- Đúc nước áo: Một phương pháp phổ thông để tạo hình các đồ vật có hình dạng bất thường. Nó được thực hành đầu tiên ở mức độ hạn chế tại Trung Quốc, có lẽ từ thời Đường.[40]
- Chuyển sang lò nung: Các lò được xây dựng có chủ định đầu tiên là lò hố hoặc lò rãnh – là những cái hố được đào vào lòng đất và phủ đầy nhiên liệu. Các hố trong lòng đất giúp cách nhiệt và giúp kiểm soát tốt hơn việc nung.[41]
- Lò nung: Các phương pháp nung hố là đủ để tạo ra đồ đất nung đơn giản, nhưng các loại đồ gốm khác thì cần các loại lò nung phức tạp hơn (xem lò nung dưới đây).

### Lịch sử theo khu vực

#### Khởi đầu của nghề gốm
Đồ gốm có thể đã được phát hiện ra một cách độc lập tại nhiều nơi khác nhau, có lẽ là do ngẫu nhiên tạo ra nó ở đáy các đống lửa trên nền đất sét. Tất cả các dạng bình, chậu sớm nhất đã biết tới nay đều là gốm nung trong hố và được làm bằng cách đắp các cuộn đất sét, một công nghệ khá đơn giản để học. Các đồ vật gốm sớm nhất đã biết là các bức tượng nhỏ kiểu Gravette  (công nghiệp/văn hóa Gravette) như những gì đã phát hiện tại Dolní Věstonice (Cộng hòa Séc ngày nay). Vệ nữ Dolní Věstonice là tượng Vệ Nữ (Venus), một bức tượng tạo hình người phụ nữ khỏa thân, có niên đại tới 29000–25000 TCN.
Các mảnh gốm được tìm thấy tại Trung Quốc và Nhật Bản trong giai đoạn từ 12.000 và có lẽ lâu đời tới 18.000 năm trước. Tại thời điểm năm 2012, đồ gốm sớm nhất được tìm thấy tại bất kỳ đâu trên thế giới, có niên đại tới 19.000-20.000 năm trước ngày nay, được tìm thấy tại động Tiên Nhân (hương Đại Nguyên, huyện Vạn Niên, địa cấp thị Thượng Nhiêu, tỉnh Giang Tây, Trung Quốc).
Các loại đồ gốm thời kỳ đầu khác còn bao gồm cả các cổ vật khai quật được tại hang Ngọc Thiềm (trại Bạch Thạch, trấn Thọ Nhạn, huyện Đạo, địa cấp thị Vĩnh Châu, tỉnh Hồ Nam, Trung Quốc), có niên đại đến năm 16000 TCN, và những gì tìm thấy trong lưu vực sông Amur ở Viễn Đông Nga có niên đại tới năm 14000 TCN.
Di chỉ Odai Yamamoto I thuộc về thời kỳ Jōmon hiện tại có đồ gốm cổ nhất đã biết tại Nhật Bản. Cuộc khai quật năm 1998 đã phát hiện ra các mảnh đồ đất nung có niên đại tới 14500 TCN.
Thuật ngữ "Jōmon" (縄文, thằng văn) có nghĩa là "vằn dây" hay "vân dây" trong tiếng Nhật. Nó dùng để nói tới các vằn trên bình, lọ hay tượng do việc sử dụng que và dây thừng trong quá trình sản xuất ra các đồ vật này. Một nghiên cứu gần đây đã làm sáng tỏ đồ gốm Jōmon đã được những người tạo ra nó dùng như thế nào và vào việc gì.
Dường như nghề gốm đã phát triển độc lập tại châu Phi Hạ-Sahara trong thiên niên kỷ 10 TCN, với các vật tìm thấy có niên đại ít nhất là 9400 TCN từ miền trung Mali, và tại Nam Mỹ vào khoảng 9000-7000 TCN. Các vật tìm thấy tại Mali có niên đại giống như của các vật tương tự được tìm thấy tại Đông Á – vùng tam giác giữa Siberia, Trung Quốc và Nhật Bản – và trong cả hai khu vực thì chúng đều gắn liền với các thay đổi khí hậu tương tự (vào cuối thời kỳ băng hà thì đồng cỏ phát triển và mở rộng, cho phép những người săn bắt-hái lượm mở rộng môi trường sống của mình), được đáp ứng một cách độc lập bằng các phát triển tương tự trong cả hai văn hóa: tạo ra đồ gốm để đựng hạt các loại lương thực hoang dại (như kê trân châu) và tạo ra các mũi tên nhỏ để săn chim thú điển hình của các vùng đồng cỏ. Ngoài ra, việc tạo ra đồ gốm trong trường hợp của văn minh Jōmon sơ kì có thể là do sự khai thác chuyên sâu các sinh vật nước ngọt và nước mặn của những người lục lọi tìm kiếm thức ăn vào cuối thời kỳ băng hà, là những người đã phát triển các đồ đựng bằng gốm để chứa các mẻ đánh bắt của họ.

#### Đông Á

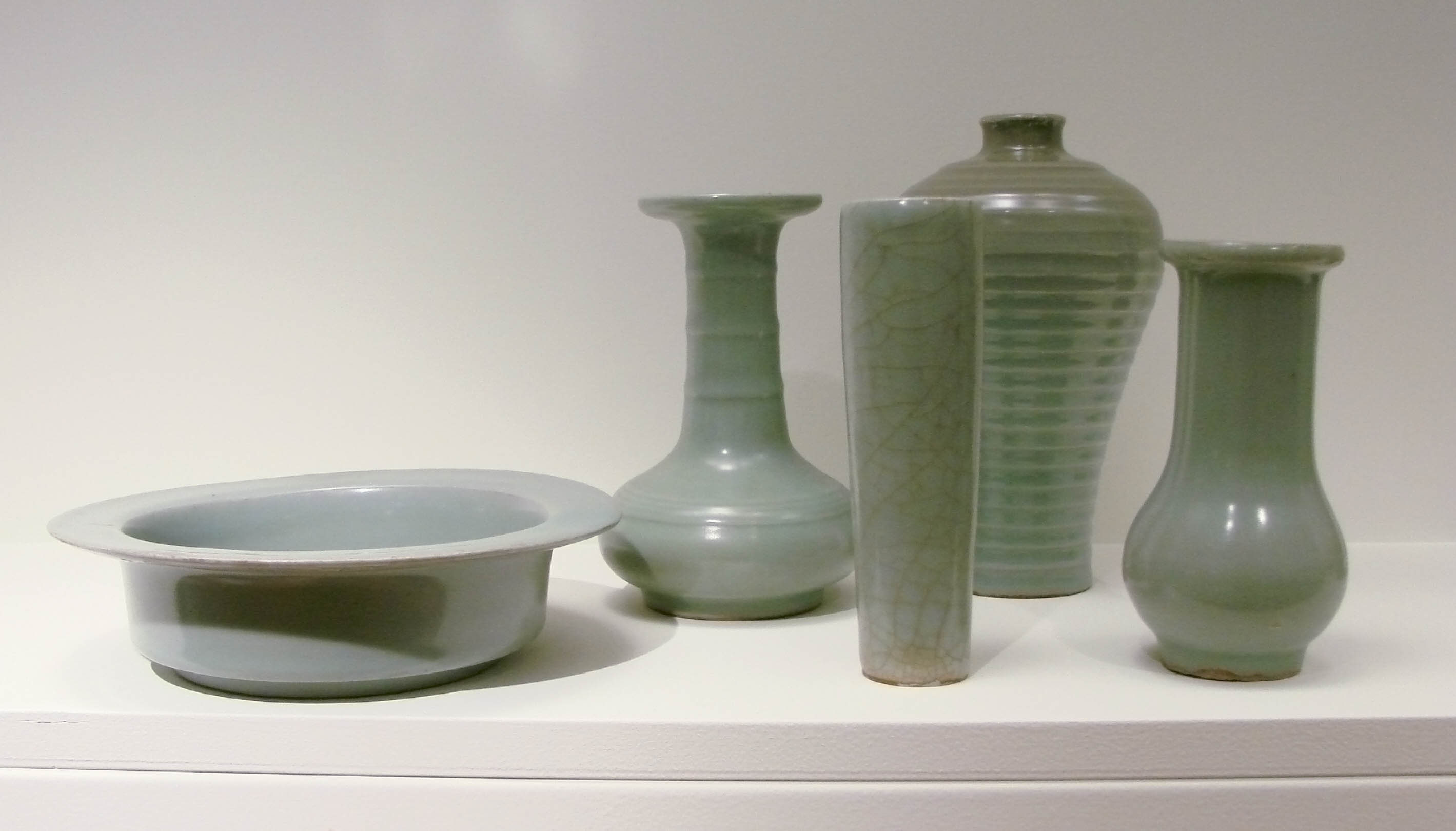
Một nhóm các đồ vật là sứ xanh Long Tuyền thế kỷ 13.

Tại Nhật Bản, thời kỳ Jōmon có lịch sử lâu đời về phát triển đồ gốm Jōmon với đặc trưng là các vết hằn của dây thừng trên mặt đồ gốm, được tạo ra bằng cách quấn/ép dây thừng vào khối đất sét trước khi nung. Đồ sành tráng men được tạo ra có lẽ từ thế kỷ 15 tại Trung Quốc. Một dạng đồ sứ Trung Hoa đã trở thành mặt hàng xuất khẩu đáng kể của Trung Quốc kể từ thời Đường (618–906) trở đi. Các thợ gốm Cao Ly/Triều Tiên đã làm đồ sứ có lẽ từ thế kỷ 14. Người Triều Tiên đã đem nghệ thuật làm đồ sứ sang Nhật Bản trong thế kỷ 17.
Trái với châu Âu, giới thượng lưu Trung Quốc sử dụng đồ gốm rộng khắp trên bàn ăn, vì các mục đích tôn giáo hay dùng để trang trí và các tiêu chuẩn đối với đồ gốm tinh xảo là rất cao. Từ thời Tống (960–1279) trở đi trong vài thế kỷ thì giới thượng lưu ưa chuộng các đồ vật có màu trơn và tạo hình tinh xảo; trong thời kỳ này đồ sứ thật sự (theo định nghĩa phương Tây) đã được hoàn thiện trong sứ Định (定瓷, Định từ) sản xuất tại lò gốm Định (定窯, Định diêu), mặc dù nó chỉ là một trong năm lò gốm danh tiếng (五大名窯, Ngũ đại danh diêu; bao gồm lò gốm Nhữ tại Nhữ Châu (nay thuộc Bình Đỉnh Sơn, Hà Nam), lò gốm Quân tại Vũ Châu (nay thuộc Hứa Xương, Hà Nam), lò gốm Quan thời Bắc Tống tại Biện Kinh (nay là Khai Phong, Hà Nam) và thời Nam Tống tại Lâm An (nay là Hàng Châu, Chiết Giang), lò gốm Định tại Định Châu (nay là Khúc Dương, Bảo Định, Hà Bắc) và lò gốm Ca tại Long Tuyền, Xử Châu (nay là Long Tuyền, Lệ Thủy, Chiết Giang).) trong thời Tống. Thể loại đồ gốm sứ cao lửa truyền thống Trung Hoa bao gồm cả các loại đồ sành như gốm Nhữ, sứ xanh Long Tuyền (gốm men ngọc Long Tuyền) và gốm Quan. Các loại đồ gốm trang trí như gốm Từ Châu có địa vị thấp hơn, mặc dù chúng vẫn được chấp nhận dùng để làm gối.
Sự xuất hiện của gốm hoa lam có lẽ là sản phẩm thời Nguyên-Mông (1271–1368) được các nghệ nhân và thợ thủ công trên khắp đế quốc rộng lớn này phát tán. Cả thuốc màu coban được sử dụng để tạo màu xanh lam và phong cách vẽ trang trí dựa theo hoa lá cỏ cây, nguyên thủy được vay mượn từ thế giới Hồi giáo, nơi mà người Mông Cổ cũng đã chinh phục. Cùng lúc đó, đồ sứ Cảnh Đức Trấn, được làm tại các xưởng gốm Hoàng gia, đã giữ vai trò chủ đạo không thể tranh cãi trong sản xuất và nó vẫn được duy trì cho đến nay. Phong cách trang trí tỉ mỉ, công phu, mới mẻ này đã được ưa chuộng tại triều đình, và dần dần người ta thêm nhiều màu sắc khác vào.
Bí quyết làm đồ sứ như vậy đã được tìm hiểu trong thế giới Hồi giáo và muộn hơn là ở châu Âu, khi các đồ mẫu được nhập khẩu từ phương Đông. Nhiều nỗ lực đã được thực hiện để mô phỏng nó ở Ý và Pháp. Tuy nhiên, nó đã không được sản xuất bên ngoài thế giới phương Đông cho tới tận năm 1709 khi được sản xuất ở Đức.

#### Nam Á

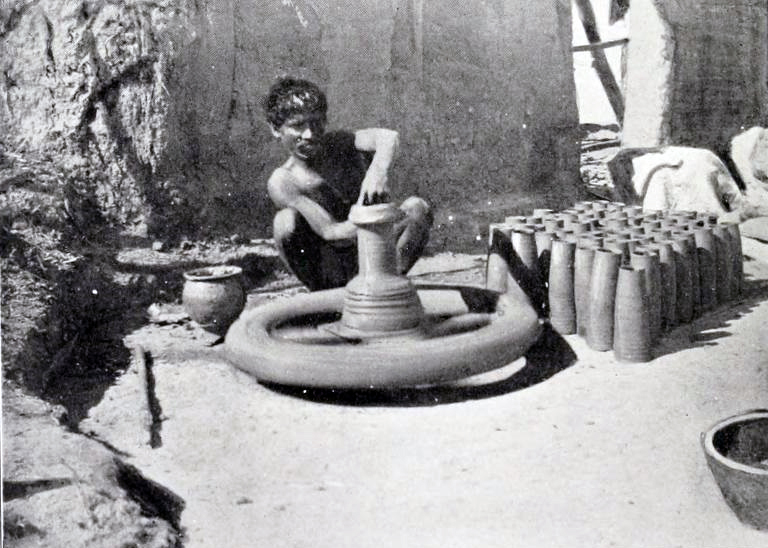
Một thợ gốm làm việc với bàn xoay, Raj thuộc Anh, 1910.

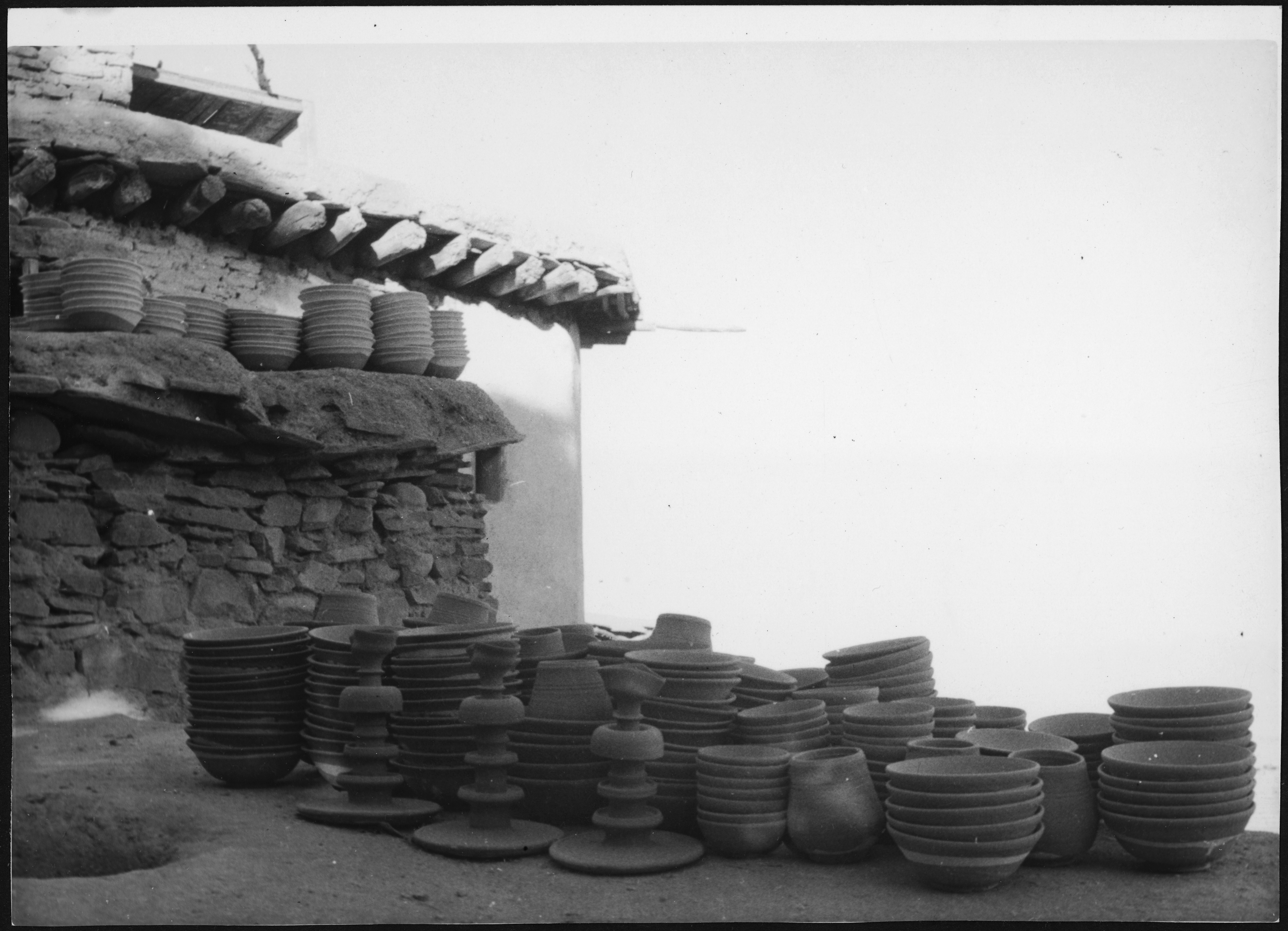
Đồ gốm xếp chồng tại Istalif, Afghanistan, một làng nghề được biết đến nhờ truyền thống làm đồ gốm khác biệt.

Đồ gốm kiểu vân dây ép chìm thuộc về truyền thống gốm 'đồ đá giữa' đã được những người săn bắt-hái lượm Vindhya phát triển tại miền trung Ấn Độ trong thời đại đồ đá giữa. Kiểu đồ gốm này cũng được tìm thấy trong các khu vực cận kề, nhưng vào khoảng thời gian muộn hơn là thời kỳ tiền-đồ đá mới. Kiểu đồ gốm sớm này cũng được tìm thấy tại di chỉ Lahuradewa, hiện nay là truyền thống gốm cổ nhất đã biết tại Nam Á, có niên đại tới 7000-6000 TCN. Đồ gốm làm trên bàn xoay bắt đầu được làm trong thời kỳ Mehrgarh II (5500–4800 TCN) và Merhgarh III (4800–3500 TCN), được biết đến như là gốm thời kỳ đồ đá mới và gốm thời kỳ đồng đá. Đồ gốm, bao gồm cả các vật phẩm như bình/lọ Ed-Dur, đã bắt nguồn trong các khu vực ven sông Saraswati/sông Ấn và được tìm thấy tại một số di chỉ thuộc văn minh sông Ấn.
Mặc dù có hồ sơ tiền sử rộng khắp về đồ gốm, bao gồm cả các đồ gốm có trang trí, nhưng lại có rất ít đồ gốm "tinh xảo" hay xa xỉ được làm ra trong thời kỳ lịch sử ghi chép được tại tiểu lục địa này. Ấn Độ giáo không khuyến khích ăn uống bằng đồ gốm và có lẽ điều này là lời giải thích chủ yếu cho sự không phát triển của đồ gốm tinh xảo/xa xỉ. Hầu hết các bình gốm truyền thống của Ấn Độ là những chiếc bình hoặc lọ lớn để đựng, hoặc những chiếc cốc nhỏ hay đèn, thường được coi là đồ dùng một lần. Ngược lại, tại đây có các truyền thống lâu đời về các hình tượng điêu khắc, thường khá lớn, bằng đất nung.

#### Đông Nam Á

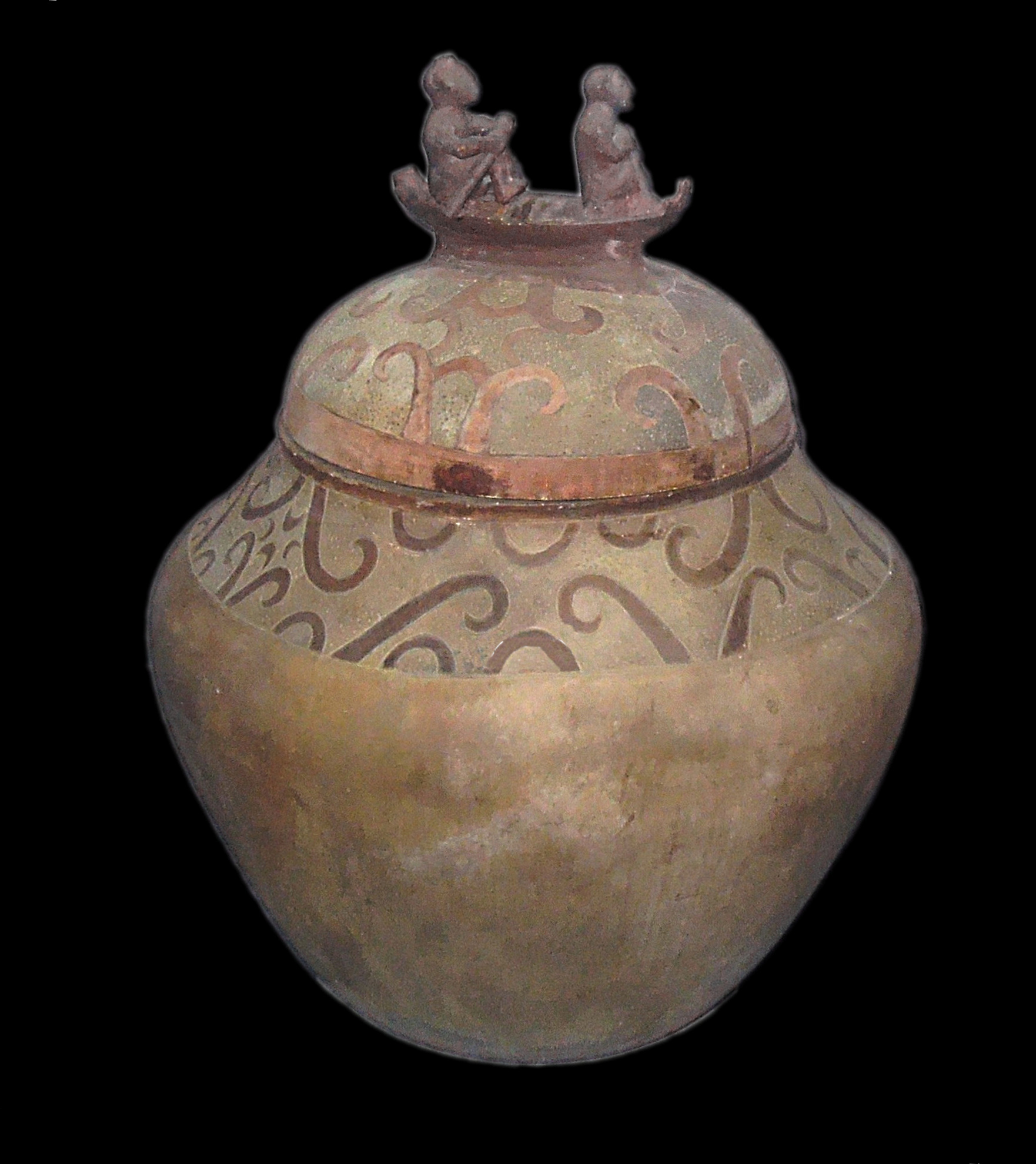
Hũ Manunggul cuối thời kỳ đồ đá mới từ Palawan, được sử dụng để chôn cất với nắp đậy trên đỉnh có hình con thuyền chở hai người, tượng trưng cho cuộc hành trình của linh hồn sang thế giới bên kia.

Đồ gốm tại Đông Nam Á cũng đa dạng như các nhóm sắc tộc sinh sống tại khu vực này. Mỗi nhóm sắc tộc có bộ tiêu chuẩn riêng của mình khi đề cập tới nghệ thuật gốm. Các đồ gốm được làm ra vì nhiều lý do khác nhau, như để mua bán, đựng thức ăn và đồ uống, sử dụng trong nhà bếp, phục vụ cho các nghi lễ ton giáo và chôn cất.

#### Cận Đông

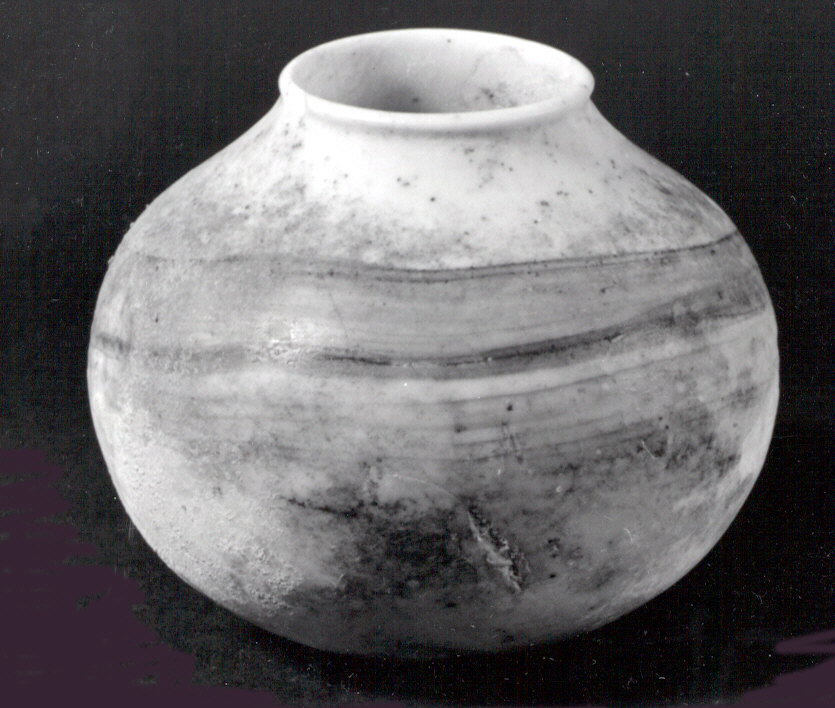
Trước khi có phát minh đồ gốm tại Tây Á, trong thời kỳ đồ đá mới tiền gốm: một cái vò bằng thạch cao tuyết hoa canxit ở Syria, cuối thiên niên kỷ 8 TCN.

Khoảng 8000 TCN trong thời kỳ đồ đá mới tiền gốm và trước khi phát minh đồ gốm, dân cư của một số khu định cư ban đầu đã trở thành những chuyên gia trong chế tác các đồ đựng đẹp và rất tinh xảo từ đá, sử dụng các vật liệu như thạch cao tuyết hoa hoặc granit được tạo hình và đánh bóng bằng cát. Các nghệ nhân đã sử dụng các đường vân trong vật liệu để tạo ra hiệu ứng thị giác tối đa. Những đồ vật như vậy đã được tìm thấy rất nhiều ở thượng nguồn sông Euphrates, vùng ngày nay là miền đông Syria, đặc biệt là tại di chỉ Bouqras.
Lịch sử sớm nhất về sản xuất đồ gốm tại Lưỡi liềm Màu mỡ bắt đầu thời kỳ đồ đá mới gốm và có thể chia ra thành 4 thời kỳ nhỏ là: thời kỳ Hassuna (7000–6500 TCN), thời kỳ Halaf (6500–5500 TCN), thời kỳ Ubaid (5500–4000 TCN) và thời kỳ Uruk (4000–3100 TCN). Vào khoảng 5000 TCN thì làm đồ gốm đã phổ biến rộng khắp trong khu vực này và lan tỏa sang các khu vực bên cạnh.
Làm đồ gốm bắt đầu trong thiên niên kỷ 7 TCN. Các dạng sớm nhất được tìm thấy tại di chỉ Hassuna, được tạo hình bằng tay từ các tấm, với các bình/chậu không trang trí, không tráng men và thấp lửa làm từ đất sét màu nâu ánh đỏ. Trong thiên niên kỷ kế tiếp, đồ gốm được trang trí bằng các thiết kế tinh tế, nhiều họa tiết và các tạo hình tự nhiên, được chạm khắc và đánh bóng.
Sự phát minh ra bàn xoay gốm tại Mesopotamia trong thời gian khoảng 6000-4000 TCN (thời kỳ Ubaid) đã cách mạng sản xuất đồ gốm. Các thiết kế lò nung mới hơn có thể nung gốm từ 1.050 °C (1.920 °F) đến 1.200 °C (2.190 °F) đã cho phép thực thi các khả năng mới và sự chuẩn bị đát sét kiểu mới. Sản xuất bây giờ được các nhóm nhỏ thợ gốm thực hiện cho các đô thị nhỏ chứ không còn là các thợ thủ công riêng lẻ cho từng gia đình. Hình dạng và phạm vi sử dụng gốm và đồ gốm đã mở rộng vượt ra ngoài các bình/lọ đơn giản để chứa đựng và đem theo thành các dụng cụ nhà bếp, chậu cây và bẫy chuột. Theo dòng phát triển của khu vực với các tổ chức và hình thái chính trị mới ra đời thì đồ gốm cũng trở nên tinh tế và biến đổi hơn. Một số đồ gốm được làm bằng cách đúc khuôn, cho phép gia tăng sản lượng để phục vụ cho nhu cầu của dân số tăng lên. Tráng men được sử dụng phổ biến hơn và đồ gốm cũng được trang trí nhiều hơn.
Trong thời kỳ đồng đá ở Mesopotamia, đồ gốm Halaf đạt được mức cao về năng lực và sự phức tạp kỹ thuật chưa từng thấy cho đến khi có sự phát triển của đồ gốm Hy Lạp với các sản phẩm gốm Corinthia và Attica.

#### Châu Âu

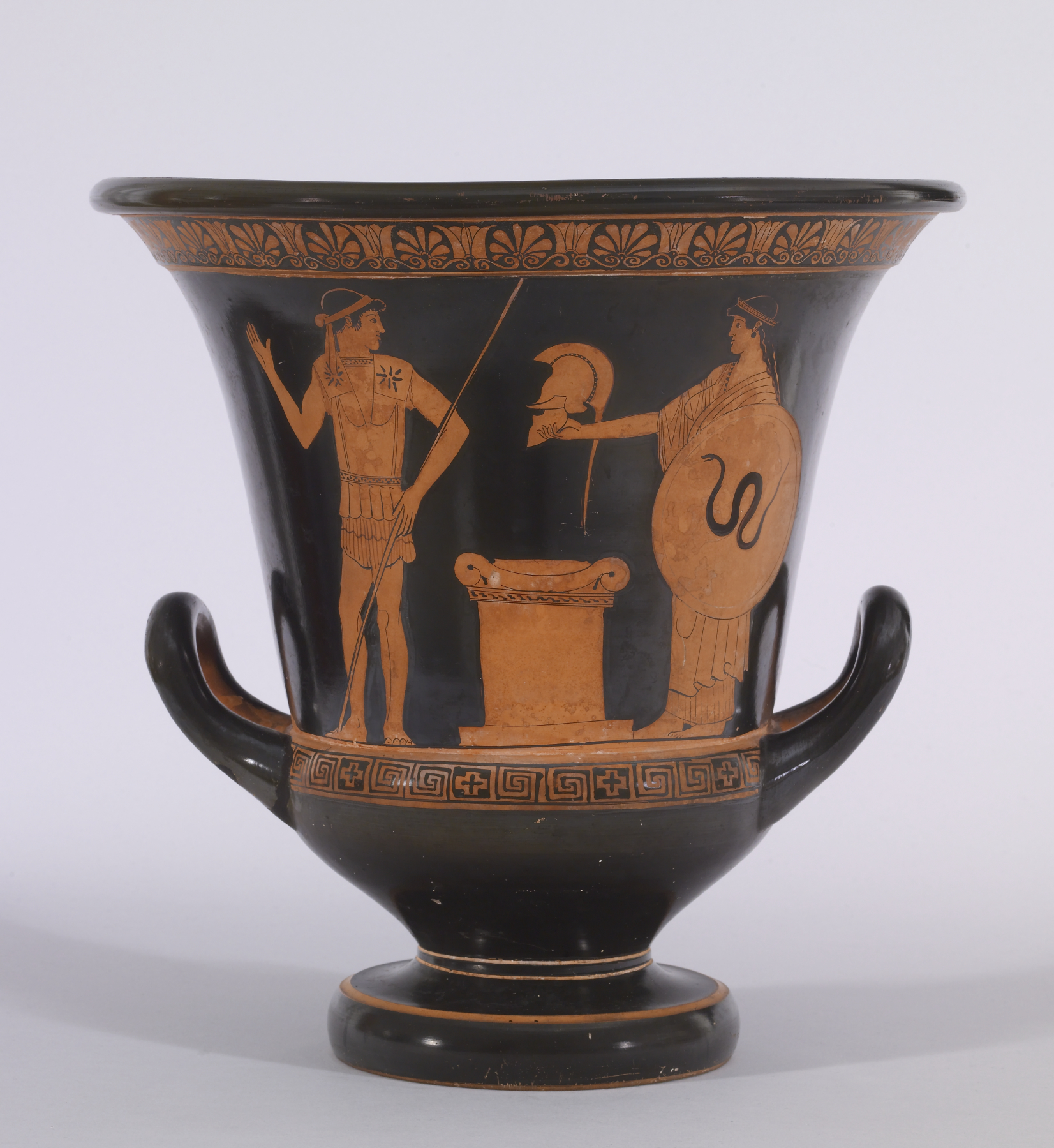
Bình họa tiết đỏ dưới dạng chén vại có quai, khoảng 470-460 TCN, do Họa sĩ Altamura vẽ.

Các cư dân đầu tiên của châu Âu đã phát triển nghề gốm trong văn hóa gốm đai thẳng hơi muộn hơn một chút so với Cận Đông, vào khoảng 5500–4500 TCN. Ở Tây Địa Trung Hải cổ đại, đồ đất nung được tô vẽ công phu đã đạt đến trình độ nghệ thuật rất cao trong thế giới Hy Lạp; với một lượng lớn đồ đất nung còn sót lại từ các mộ hầm. Đồ gốm Minos có đặc trưng là họa tiết trang trí phức tạp theo các chủ đề thiên nhiên. Văn hóa Hy Lạp cổ điển bắt đầu xuất hiện vào khoảng năm 1000 TCN với nhiều chủng loại đồ gốm được làm thủ công khá kỹ, bao gồm hình người như một loại họa tiết trang trí. Bàn xoay gốm khi đó đã được sử dụng thường xuyên. Mặc dù những người thợ gốm đã biết đến tráng men, nhưng nó không được sử dụng rộng rãi. Thay vì thế, nước áo đất sét xốp hơn được sử dụng để trang trí. Một loạt các hình dạng cho các mục đích sử dụng khác nhau đã được phát triển sớm và về cơ bản không thay đổi trong lịch sử Hy Lạp.
Đồ gốm Etrusca tinh xảo chịu nhiều ảnh hưởng của đồ gốm Hy Lạp và thường được các thợ gốm và họa sĩ vẽ gốm Hy Lạp nhập khẩu. Đồ gốm La Mã cổ đại ít sử dụng việc tô vẽ mà sử dụng sự trang trí khuôn đúc, cho phép sản xuất công nghiệp hóa ở quy mô lớn. Phần lớn những thứ mà các tài liệu học thuật tiếng Anh viết là Samian ware (đồ gốm Samos) đỏ của Đế quốc La Mã thời kỳ đầu trên thực tế được sản xuất tại khu vực ngày nay thuộc Đức và Pháp, nơi các doanh nhân lập ra các xưởng gốm lớn.
Đồ gốm hầu như không được nhìn thấy trên bàn ăn của giới thượng lưu từ thời kỳ Hy Lạp hóa cho đến thời kỳ Phục Hưng, và phần lớn các đồ gốm thời Trung cổ là thô lậu và tiện dụng, do giới thượng lưu sử dụng các loại bát/chén kim loại. Nhập khẩu từ châu Á làm hồi sinh sự quan tâm đến đồ gốm tinh xảo, những thứ mà các nhà sản xuất châu Âu cuối cùng đã học được cách làm, và từ thế kỷ 18 trở đi thì đồ sứ và các đồ gốm châu Âu khác của một lượng lớn các nhà sản xuất đã trở nên cực kỳ phổ biến.

#### Thế giới Hồi giáo

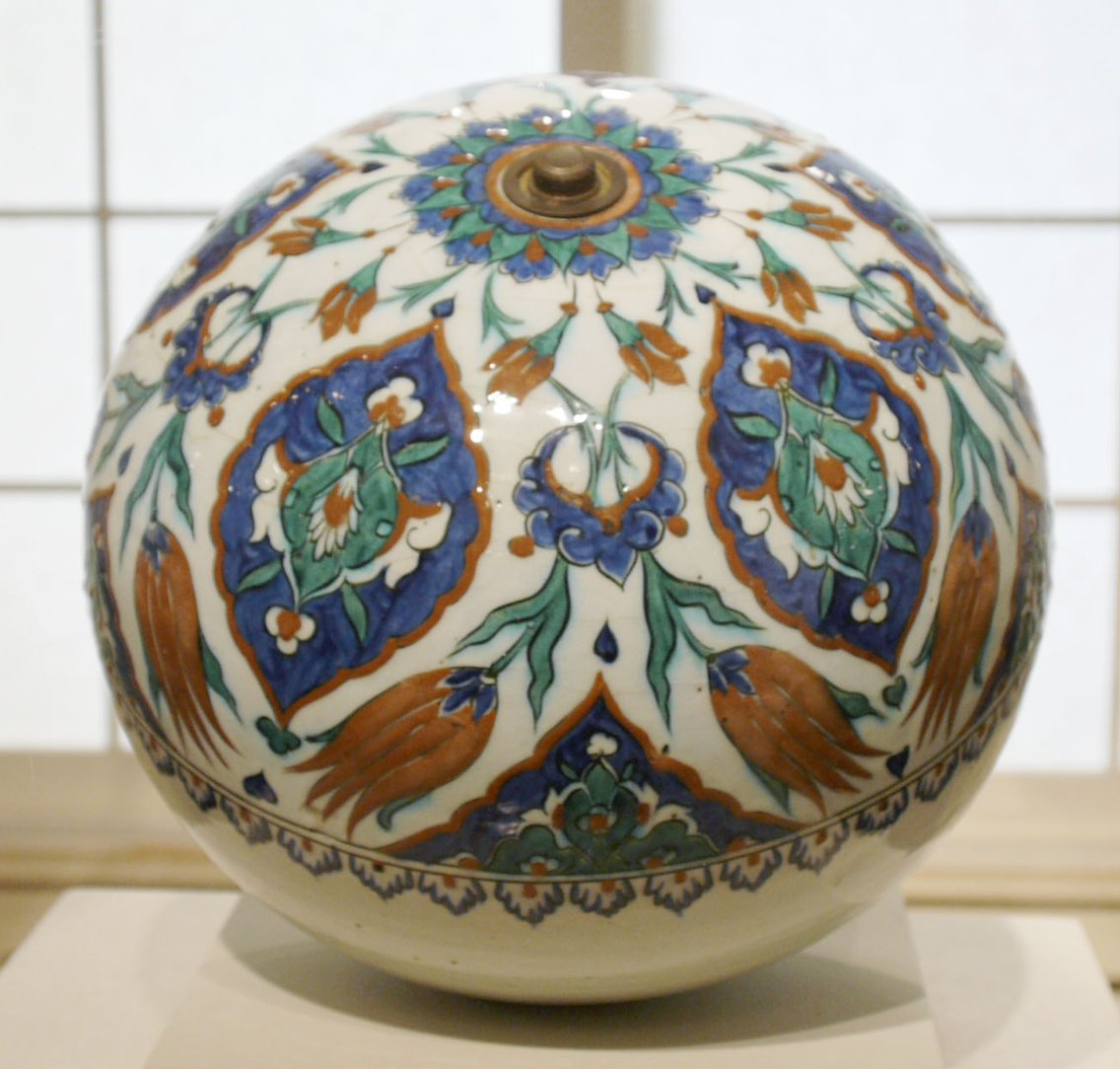
Trang trí rủ xuống trên quả cầu (Spherical Hanging Ornament), 1575–1585, thời kỳ Ottoman. Bảo tàng Brooklyn.

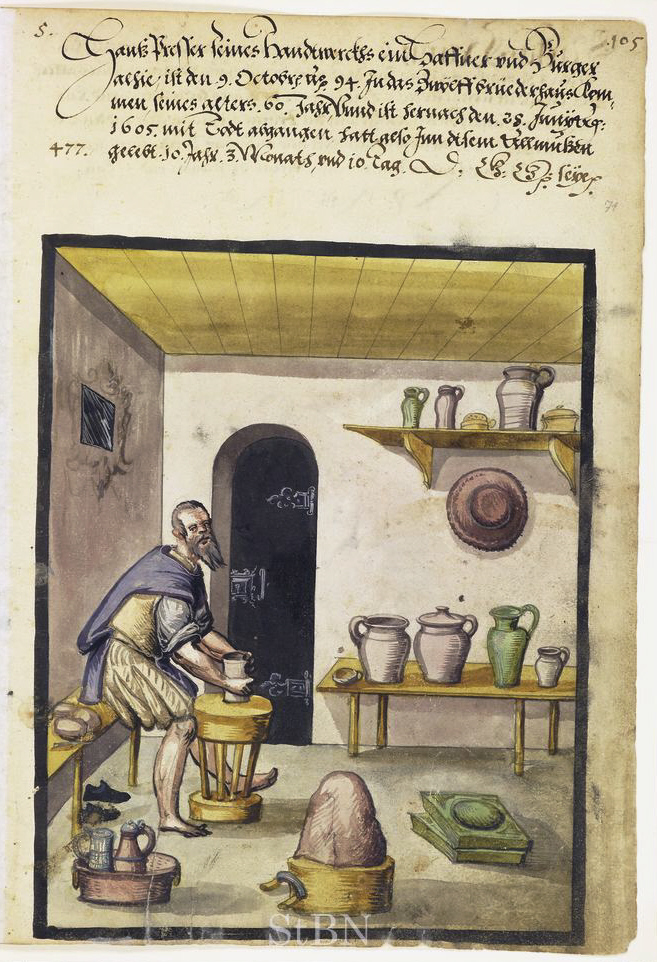
Một thợ gốm đang làm việc, 1605.

Đồ gốm Hồi giáo thời kỳ đầu theo các hình thức của các khu vực mà người Hồi giáo chinh phục. Tuy nhiên, cuối cùng tại đây đã có sự giao lưu chéo giữa các khu vực. Điều này đáng chú ý nhất là các ảnh hưởng Trung Hoa tới đồ gốm Hồi giáo. Giao thương giữa Trung Quốc và thế giới Hồi giáo diễn ra thông qua hệ thống các trạm buôn bán trên con đường tơ lụa kéo dài. Các quốc gia Hồi giáo đã nhập khẩu đồ sành và muộn hơn là đồ sứ từ Trung Quốc. Trung Quốc lại nhập khẩu các khoáng vật xanh coban từ Ba Tư do người Hồi giáo cai trị để trang trí đồ sứ hoa lam của họ để sau đó xuất khẩu sang thế giới Hồi giáo.
Tương tự như vậy, nghệ thuật Hồi giáo đã góp phần vào một loại hình đồ gốm lâu dài được xác định như là đồ gốm Moor Tây Ban Nha ở Andalucia (Tây Ban Nha thời kỳ Hồi giáo). Các kiểu đồ gốm Hồi giáo độc đáo cũng được phát triển, bao gồm đồ gốm frit (đồ gốm thủy tinh nghiền), đồ gốm men láng và các loại men chuyên dụng như men thiếc, dẫn đến sự phát triển của maiolica phổ biến.
Một điểm nhấn chính trong sự phát triển gốm ở thế giới Hồi giáo là việc sử dụng tấm lát (ngói, gạch ốp lát) và các tấm lát trang trí.

#### Châu Mỹ
Hầu hết các bằng chứng đều chỉ ra sự phát triển độc lập của nghề gốm trong các văn hóa thổ dân châu Mỹ, với niên đại sớm nhất được biết đến từ Brasil, từ 9.500 đến 5.000 năm trước và 7.000 đến 6.000 năm trước. Xa hơn về phía bắc ở Trung Bộ châu Mỹ, niên đại bắt đầu từ kỷ nguyên Cổ xưa (3500 – 2000 TCN) và vào thời kỳ hình thành (2000 TCN – 200). Các văn hóa này đã không phát triển đồ sành, đồ sứ hoặc đồ tráng men như được tìm thấy ở Cựu Thế giới. Gốm sứ Maya bao gồm những chiếc bình được trang trí tinh xảo, thường là những chiếc cốc, với những phong cảnh tô vẽ tỉ mỉ cùng một số hình và văn bản. Một vài văn hóa, bắt đầu từ văn minh Olmec, đã làm ra những tác phẩm điêu khắc bằng đất nung, và các tác phẩm điêu khắc hình người hay con vật cũng là những loại bình được sản xuất ở nhiều nơi, với những chiếc bình chân dung Moche là một trong những loại tinh xảo nhất.

#### Châu Phi
Các chứng cứ chỉ ra sự phát minh độc lập về đồ gốm ở châu Phi hạ Sahara. Năm 2007, các nhà khảo cổ học Thụy Sĩ đã phát hiện ra những mảnh gốm cổ nhất của châu Phi tại Ounjougou ở miền trung Mali, có niên đại ít nhất là 9400 TCN. Trong các thời kỳ sau này, mối quan hệ của sự du nhập nghề làm xoong nồi ở một số vùng của châu Phi hạ Sahara với sự phổ biến của ngữ chi Bantu đã được công nhận từ lâu, mặc dù các chi tiết vẫn còn gây tranh cãi và đang chờ thêm các nghiên cứu cũng như chưa đạt được sự đồng thuận.
Nghề gốm Ai Cập cổ đại bắt đầu sau năm 5000 TCN, từ Levant lan tỏa ra. Có nhiều giai đoạn phát triển riêng biệt trong nghề gốm tại đây, với những đồ gốm rất tinh xảo được sản xuất vào thời kỳ Naqada III, khoảng 3200 đến 3000 TCN. Trong thời kỳ đầu của các văn minh Địa Trung Hải tại khu vực Lưỡi liềm Màu mỡ, Ai Cập đã phát triển một loại gốm không đất sét mà sau này người ta gọi là đồ gốm faenza Ai Cập. Một loại xương gốm tương tự vẫn được làm ở Jaipur, Ấn Độ. Trong thời kỳ đế quốc Hồi giáo Umayyad (661-750), Ai Cập là điểm kết nối giữa trung tâm Hồi giáo sơ khai ở Cận Đông với Iberia, dẫn đến phong cách ấn tượng của nghề gốm.
Tuy nhiên, nó vẫn có giá trị khi xem xét đồ gốm như một hồ sơ khảo cổ về sự tương tác tiềm tàng giữa các dân tộc, đặc biệt là ở những khu vực có rất ít hoặc không có lịch sử thành văn. Do châu Phi chủ yếu mang nặng tính truyền khẩu và vì thế thiếu một lượng lớn các nguồn lịch sử thành văn, nên đồ gốm có một vai trò khảo cổ có giá trị. Khi đồ gốm được đặt trong bối cảnh của các mẫu hình ngôn ngữ và di cư, nó trở thành một thể loại đồ tạo tác xã hội thậm chí còn thịnh hành hơn. Theo đề xuất của Olivier P. Gosselain, có thể hiểu được phạm vi tương tác giữa các văn hóa bằng cách xem xét kỹ chuỗi vận hành (chaîne opératoire) của sản xuất gốm sứ.
Các phương pháp được sử dụng để sản xuất đồ gốm ở châu Phi hạ Sahara sơ kỳ được chia thành ba thể loại: các kỹ thuật nhìn thấy bằng mắt (kỹ thuật trang trí, nung và sau nung), các kỹ thuật liên quan đến vật liệu (lựa chọn hoặc xử lý đất sét v.v.), và các kỹ thuật nặn hoặc tạo hình đất sét. Ba thể loại này có thể được sử dụng để xem xét mối quan hệ mật thiết trong sự tái xuất hiện của một loại đồ gốm cụ thể nào đó ở các khu vực khác nhau. Nói chung, các kỹ thuật dễ thấy (thể loại đầu tiên trong số các kỹ thuật được đề cập ở trên) là dễ dàng bắt chước và có thể chỉ ra mối liên hệ xa hơn giữa các nhóm, chẳng hạn như buôn bán trong cùng một thị trường hoặc thậm chí tương đối gần trong các khu định cư. Các kỹ thuật đòi hỏi nhiều nhân bản nghiên cứu (như lựa chọn đất sét và tạo hình đất sét) có thể chỉ ra mối liên hệ gần hơn giữa các dân tộc, vì những phương pháp này thường chỉ được các thợ gốm và những người trực tiếp sản xuất truyền đạt cho nhau. Mối quan hệ như vậy đòi hỏi khả năng giao tiếp hiệu quả của các bên có liên quan, ngụ ý về các chuẩn mực tiếp xúc có từ trước hoặc ngôn ngữ chung giữa hai bên. Do đó, các mô hình phổ biến kỹ thuật làm xoong nồi có thể nhận thấy thông qua các phát hiện khảo cổ học cũng cho thấy các mô hình tương tác xã hội.

#### Châu Đại Dương
Polynesia, Melanesia và Micronesia
Đồ gốm được tìm thấy trong các di chỉ khảo cổ trên khắp các hòn đảo của châu Đại Dương. Nó được cho là thuộc về một văn hóa khảo cổ cổ đại gọi là văn hóa Lapita. Một dạng đồ gốm khác được gọi là đồ gốm trơn được tìm thấy tại khắp các di chỉ ở châu Đại Dương. Mối quan hệ giữa đồ gốm Lapita và đồ gốm trơn không hoàn toàn rõ ràng.
Thổ dân châu Úc chưa từng làm đồ gốm. Sau khi người châu Âu tới Úc định cư, họ đã tìm thấy những mỏ đất sét được thợ gốm Anh phân tích là có chất lượng tốt để làm đồ gốm. Chưa đầy 20 năm sau, những người châu Âu đến Úc và bắt đầu làm ra đồ gốm. Kể từ đó, sản xuất gốm sứ, bao gồm đồ gốm sản xuất hàng loạt và đồ gốm nghệ nhân đã phát triển mạnh ở Úc.